# Der Doktor

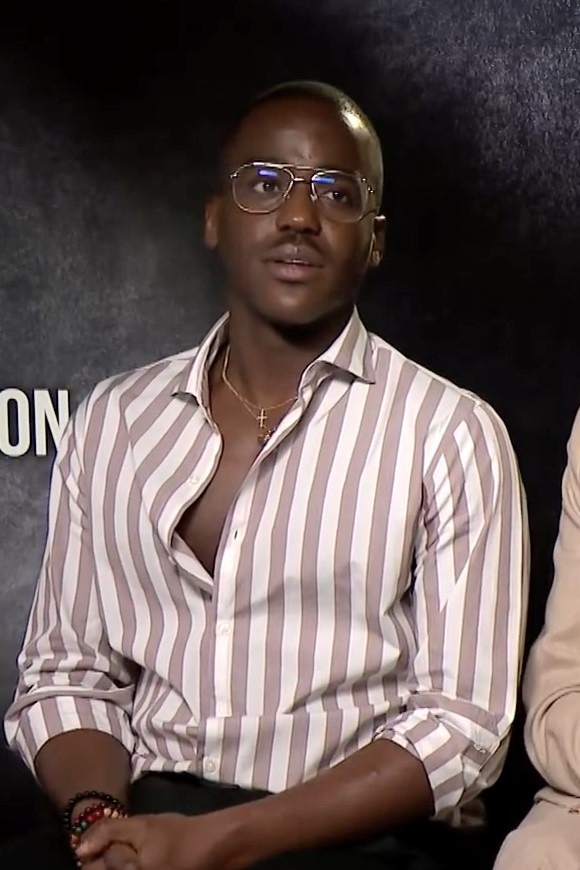
Ncuti Gatwa spielte von Dezember 2023 bis Mai 2025 die Rolle des 15. Doktors (2019)

Der Doktor ist die zentrale Hauptfigur der britischen Science-Fiction-Fernsehserie Doctor Who. Da der Begriff darin weniger als akademischer Titel, sondern eher als Eigenname verwendet wird, ist in diesem Zusammenhang mitunter auch im Deutschen die Schreibweise Doctor geläufig.
Er ist ein mysteriöser Zeitreisender, dessen wahrer Name nicht bekannt ist, da er sich meist schlicht als „der Doktor“ vorstellt (aus der wiederkehrenden Frage nach seinem Namen „Doctor… who?“ ergab sich der Serientitel). Er reist mit wechselnden Begleitern in der lebendigen Zeit-Raum-Maschine TARDIS, die von außen wie eine alte britische Polizei-Zelle aussieht, und wird dabei in verschiedene Abenteuer verwickelt. Der erste Doktor wurde 1963 von William Hartnell verkörpert, bis Mai 2025 spielte Ncuti Gatwa den fünfzehnten Doktor.

## Hintergrund

### Zur Person
Den Doktor umgeben von Anfang an viele Geheimnisse. Man erfährt nur selten persönliche Dinge über ihn. Er besitzt eine Zeit-Raum-Maschine, die TARDIS genannt wird, die von innen wesentlich größer ist und die äußere Erscheinung einer altmodischen englischen Polizei-Notrufzelle hat. Um nicht zu einsam zu sein, reist der Doktor für gewöhnlich mit ausgewählten Begleitern. Die erste Begleiterin war seine 15-jährige Enkelin Susan Foreman. Später sind es unterschiedliche Personen, die dem Doktor meist zufällig begegnen, ein Abenteuer mit ihm durchleben und sich daraufhin seinen Reisen anschließen. Über die Jahre hinweg waren dies vor allem Menschen von der Erde, aber auch der Roboterhund K-9 oder Reisende von fernen Planeten. Der Doktor selbst gehört zu einer Spezies, die Timelords heißt und vom Planeten Gallifrey stammt. In seiner achten Inkarnation behauptet er einmal, er selbst wäre nur ein halber Timelord und würde mütterlicherseits von einem Menschen abstammen. Allerdings kann dies auch eine Aussage aus Verwirrungen auf Grund kürzlichen post-regenerativen Gedächtnisverlusts sein oder auch im übertragenen Sinn zu verstehen sein, da er sich geistig so nah an der irdischen Kultur wie an der untergangenen der Timelords sieht. Dem entgegen ist eine halb-menschliche Version des zehnten Doktors später schockiert darüber, nur halber Timelord zu sein. Die Implikation, dass er ein Timelord/Mensch-Hybrid sei, verwirft der zwölfte Doktor ebenfalls. Im Special The End Of Time – dem letzten Abenteuer des zehnten Doktors – tritt ferner eine namenlose Timelady auf, die besagter Doktor zu erkennen scheint. Laut Showrunner Russel T. Davis soll sie die Mutter des Doktors sein, was umso mehr der Aussage einer menschlichen Mutter widerspricht. Unabhängig, ob es sich bei der Aussage des achten Doktors um einen Bluff handelte oder nicht, wuchs der Doktor dennoch auf dem Heimatplaneten der Timelords, Gallifrey, auf.

### Doktor Wer?
Wie der Doktor mit bürgerlichen Namen heißt, ist bis heute sein größtes Geheimnis. Er stellt sich stets als „the Doctor“ (deutsch: der Doktor) vor, woraufhin oftmals die Frage folgt, welche der Serie ihren Titel gibt: „Doctor who?“ (deutsch: Doktor wer?). Wenn er einmal nicht umhinkommt, mit einem gewöhnlichen Namen aufzutreten, nennt er sich meist „John Smith“ – ein Name, der die Kombination aus dem im Englischen häufigsten (Männer-)Vor- und Nachnamen darstellt. Hinsichtlich der Frage, ob bzw. in welchem Fachgebiet er überhaupt einen Doktortitel habe, gibt es im Laufe der Serie verschiedene Angaben. So erklärte er zunächst, kein Doktor der Medizin zu sein, gibt aber später an, bei den bekannten Chirurgen Joseph Lister und Joseph Bell studiert zu haben und spezifiziert schließlich, er habe im 19. Jahrhundert in Glasgow auf einen medizinischen Abschluss hin studiert. Es wird zudem mehrfach erwähnt, dass er Doktor vieler Disziplinen sei (englisch: a doctor of many things).
Der Doktor verbirgt seinen Namen aus unbekannten Gründen. Angedeutet wird lediglich, dass ihm sein echter Name unangenehm sei. Nachdem sie in den Gedanken des Doktors gelesen hat, stellt Mademoiselle de Pompadour fest, es sei mehr als nur ein Geheimnis. Seine Begleiterin Professor River Song entschuldigt sich dafür, ihm seinen Namen ins Ohr zu flüstern, wonach er sich sichtlich erschüttert zeigt. Klar ist, dass hinter der Bezeichnung Doktor eine gewisse Motivation bzw. eine gezielte Symbolik steht: So sagt der Master, dass sie beide ihre Namen bewusst wählten und es bezeichnend sei, dass der Doktor einen Namen führe, der so viel bedeute wie „der Mann, der Menschen hilft“ (englisch: the man who makes people better). River Song behauptet darüber hinaus, die Bezeichnung „Doktor“ wäre überall im Universum in seiner Bedeutung von diesem einen Doktor abgeleitet worden – die Bezeichnung auf der Erde also eben den „Mann, der Menschen hilft“ beschreibt und die Frage nach dem Doktortitel dadurch falsch herum gestellt wäre. Im 50-Jahre-Special werden die drei Doktoren von ihrer Begleiterin Clara Oswald daran erinnert, dass der Name „Doktor“ ein Versprechen war. Sie zitieren daraufhin: „Sei niemals feige oder grausam. Gib niemals auf. Gib niemals nach“.

### Regeneration
Wie alle Timelords besitzt der Doktor die Fähigkeit, sich zu „regenerieren“, wenn er tödlich verwundet wird. Der Prozess an sich ist meist äußerst unangenehm für den Doktor und oft mit vorübergehenden Störungen wie Gedächtnisverlust oder Verwirrung verbunden. Die genauen Auswirkungen schwanken dabei stark von einer Regeneration zur nächsten. Der zehnte Doktor war zum Beispiel in seinen ersten Stunden weitestgehend bewusstlos, der elfte hingegen spürte lediglich einige schmerzhafte Anfälle und eine komplette Neuausrichtung seiner Geschmacksnerven. Zudem verändern sich dabei sein Aussehen und Charakter mitunter gravierend. Je nach Regeneration kann der Doktor zum Beispiel eher einen ernsten, dunklen oder humorvollen Einschlag bekommen. Der Doktor ist sich dessen bewusst und betont nach mehreren Regenerationen, dass er noch im Begriff ist, seine neue Persönlichkeit herauszufinden. Nicht selten bedauert er Teile seines neuen Aussehens. Er behält alle Erinnerungen und Erfahrungen seiner vorherigen Inkarnationen, betrachtet sie allerdings gelegentlich aus neuer Perspektive.
Die visuelle Gestaltung des Regenerationsprozesses unterscheidet sich stark von Inkarnation zu Inkarnation, was vor allem in der klassischen Serie zum Teil der jeweils verfügbaren Technik geschuldet ist. In der Neuauflage ist der Regenerationsprozess – für alle Time Lords, nicht nur den Doktor – insofern vereinheitlicht, dass er sich durch leuchtende Partikel ausdrückt, die aus Kopf und Armen austreten. Die Intensität variiert jedoch stark. Die Regeneration zum elften Doktor beschädigt die TARDIS nachhaltig, die zum zwölften ist gar in der Lage eine gesamte Flotte an Dalekschiffen zu zerstören – nur um den elften Doktor noch einmal zu verjüngen, ehe er in einem kurzen Stoß (welcher nur indirekt gezeigt wird) zum zwölften Doktor regeneriert.
Der elfte Doktor behauptet erstmals nicht nur, dass er bewusst regenerieren könne (was obendrein in seinem Fall eine Lüge ist, da er die letzte Inkarnation seines ursprünglichen Zyklus ist), er ist auch der erste Doktor, welcher bewusst Regenerationsenergie erzeugen kann, um andere Lebewesen zu heilen. Allerdings wird hierbei impliziert, dass sich seine eigene Regenerationsfähigkeit dadurch schwächt.
Regulär kann ein Timelord diesen Prozess zwölfmal durchleben und damit insgesamt dreizehn Inkarnationen haben. Nachdem der elfte Doktor, abweichend von der Nummerierung, bereits die 13. Inkarnation war, hätte die Existenz des Doktors eigentlich nach ihm enden müssen. Allerdings wurde ihm, aus einem Riss im Universum, der offenbar eine Verbindung zu den Timelords darstellt, ein kompletter, neuer Zyklus gewährt, was ihm weitere zwölf Regenerationen ermöglicht. Dieses Konzept wird durch den dreizehnten Doktor wiederum infrage gestellt, da sich herausstellt, dass sie noch vor den Bewohnern Gallifreys in der Lage war, endlos zu regenerien. Durch genetische Übertragung – allerdings begrenzt auf zwölf Zyklen – entstanden die Timelords als solche und das Gedächtnis des Doktors wurde gelöscht.
Der Vorgang der Regeneration erlaubte es, die Serie ohne merkliche grundlegende Änderungen im Konzept über 50 Jahre frisch zu halten. Diese immer wechselnden Doktoren waren nicht von Anfang an geplant, sondern wurden aus der Not heraus eingeführt, da der erste Doktor William Hartnell mit gesundheitlichen Problemen zu kämpfen hatte.

### Alter
Wie alt der Doktor genau ist, kann man nicht mit Sicherheit sagen. Seine zweite Inkarnation gab ihr Alter erstmals mit etwa 450 (Erden-)Jahren an, die siebte dann mit bereits 953 Jahren. Später sprach der neunte Doktor aber wieder von 900 Jahren. In einer späteren Folge formulierte es derselbe allerdings als 900 Jahre des Zeitreisens in der TARDIS (englisch Nine hundred years of phone box travel), anstatt von 900 Jahren als sein Alter zu sprechen.
Im 50-Jahre-Special erwidert der elfte Doktor auf die Frage nach seinem Alter, er käme immer durcheinander und würde manchmal auch lügen, gibt aber später an, 1200 Jahre alt zu sein. Nachdem er gezwungen war, einige Jahrhunderte in einem kleinen Dorf als Beschützer zu verweilen, wird sein hohes Alter zunehmend sichtbar und er ist äußerlich um einiges gealtert. Der zwölfte Doktor gibt dann während seiner ersten Abenteuer sein Alter mehrmals mit über 2000 Jahren an.

### Familie

#### Susan Foreman

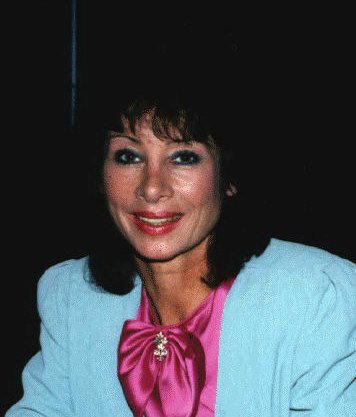
Carole Ann Ford auf dem Whovent 1986

Enkelin, dargestellt von Carole Ann Ford ab 1963 bis 1964 und erneut 1983.
Der Doktor hat Nachkommen. Als Individuum bekannt ist seine anfangs 15-jährige Enkelin Susan Foreman, die in der ersten und zu Beginn der zweiten Staffel der klassischen Serie die Begleiterin des ersten Doktors ist. Sie verliebt sich in den jungen Freiheitskämpfer David Campbell aus dem 22. Jahrhundert. Am Ende dieses Abenteuers verbleibt sie bei ihm in seiner Zeit.
Ähnlich wie beim Doktor ist ihr wahrer Nachname nicht bekannt. Foreman ist lediglich ein Alias, den sie sich nach dem Schrottplatz-Besitzer I. M. Foreman gab, auf dessen Gelände die TARDIS damals zu landen pflegte. Sie stammt wie der Doktor vom Planeten Gallifrey, was sich u. a. darin zeigt, dass sie den Planeten ähnlich gut beschreiben kann wie der Doktor selbst. Weiterhin besitzt sie hervorragende Kenntnisse über Aussehen und Gepflogenheiten der Timelord-Gesellschaft, als sie dorthin gebracht wird. Naheliegend ist darüber hinaus, dass sie mütterlicherseits vom Doktor abstammt, da der neunte Doktor spezifiziert, eine Tochter gehabt zu haben, die zusammen mit allen anderen Timelords im Zeitkrieg ausgelöscht wurde. Susan wird seitdem in der Wiederaufnahme der Serie nur selten thematisiert; In der siebten Staffel erwähnt der Doktor gegenüber seiner Begleiterin Clara Oswald, dass er mit seiner Enkeltochter die Ringe von Akhaten besuchte. Zu Beginn der zehnten Staffel findet sich ein Foto von ihr auf dem Schreibtisch des zwölften Doktors (siehe auch Susan Foreman in der Liste der Rassen und Einzelwesen aus Doctor Who).

#### Jenny

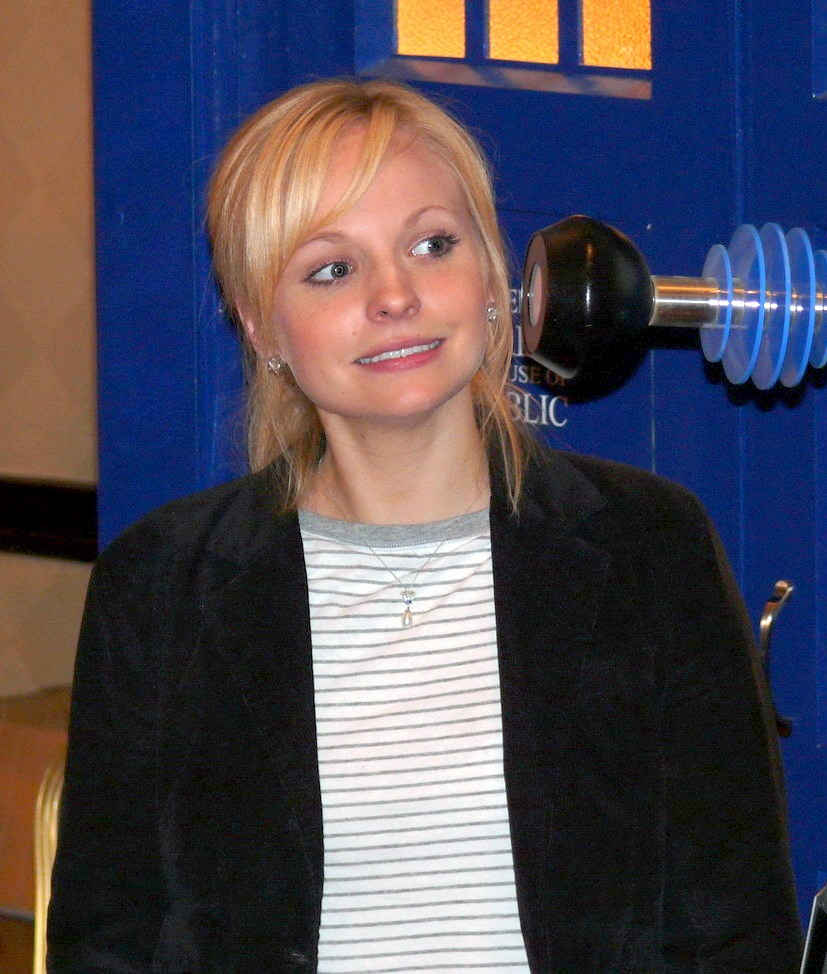
Georgia Moffett auf einer SciFi-Convention 2008

Geklonte Tochter, dargestellt von Georgia Moffett in einer Folge 2008.
Auf nicht natürliche Weise wird eine weitere Tochter des Doktors geschaffen, indem seine Hand in eine ihm bis dahin unbekannte Maschine gesteckt wird. Es wird darin genetisches Material aufgespalten, neu zusammengestellt und daraus ein neues, unmittelbar ausgewachsenes Individuum erschaffen. Im Falle des Doktors kommt eine junge blonde Frau heraus.
Zunächst akzeptiert der Doktor sie nicht als Tochter, sondern bezeichnet das bis dahin namenlose Wesen als „generated anomaly“ (Engl. für erzeugte Anomalie). Aus diesem Begriff leitet seine Begleiterin Donna den Namen Jenny ab. Der Klon hat, wie der Doktor und jeder Timelord, zwei Herzen. Jenny wird am Ende der Folge tödlich verwundet und ist – zur Trauer des Doktors, der sie mittlerweile doch akzeptiert – dann offenbar nicht fähig, sich zu regenerieren. Als der Doktor sie für tot hält, reist er ab. Dann erwacht Jenny schließlich (ohne vollständige Regeneration im selben Körper) doch wieder zum Leben und startet in einem Raumschiff Richtung Weltall.

#### Metakrise-Doktor
Menschlicher Klon, dargestellt von David Tennant in einer Folge 2008.
Die Regeneration vom neunten zum zehnten Doktor war noch nicht ganz abgeschlossen, als der neuen Inkarnation (Tennant) im Zweikampf mit einem Sycorax eine Hand abgeschlagen wurde. Die verbleibende Regenerationsenergie reichte für das Wachstum einer neuen Hand. Captain Jack Harkness (Torchwood) fand die abgeschlagene Hand auf seiner Suche nach dem Doktor und behielt sie bis zu ihrem ersten Wiedersehen, danach lagerte sie in der TARDIS.
Im Finale der vierten Staffel wird der zehnte Doktor von einem Dalek tödlich verwundet. Er schafft es, die beginnende Regeneration in die abgeschlagene Hand umzuleiten. Als Donna die Hand berührt, wird durch die Verbindung mit ihrer menschlichen DNA eine sogenannte Bio-Metakrise ausgelöst. Donnas Gehirn nimmt sämtliche Erinnerungen und den Wissensschatz des Timelords auf, während aus der Hand, ähnlich wie bei Jennys Schöpfung, ein Klon des zehnten Doktors erwächst. Dieser gleicht dem Doktor in beinahe allem, hat dessen Erinnerungen, Wissen, Aussehen, Empfindungen und Charakterzüge. Der einzige Unterschied liegt in seiner Physiologie: Durch die Bio-Metakrise mit Donnas menschlichen Genen hat der Metakrise-Doktor nur ein Herz und altert wie ein Mensch, regenerieren kann er nicht.
Nun zu dritt, gelingt es den Timelords, das erstarkte Dalek-Imperium zu besiegen. Während einer kurzen Abwesenheit des Doktors verübt der Metakrise-Doktor schließlich Genozid an diesem neuen, übermächtigen Dalekvolk, um die Prophezeiung des Dalek Caan zu erfüllen und der Gefahr ein Ende zu bereiten. Der echte Doktor, der sich durch Roses Einfluss über die Jahre von seinem Kriegstrauma erholen konnte, hält die zornigen Rachegelüste des Metakrise-Doktors („Geschöpf des Krieges“) für zu gefährlich und übergibt ihn in Roses Obhut. Der Klon verbleibt in ihrem Paralleluniversum, wo die beiden endlich ein gemeinsames Leben beginnen können, während der echte Doktor in sein Universum zurückkehrt und sämtliche Erinnerungen der „Doktor-Donna“ an ihn löschen muss, um ihr Leben zu retten.

## Die Doktoren

### Erster Doktor

Darsteller des 1. Doktors
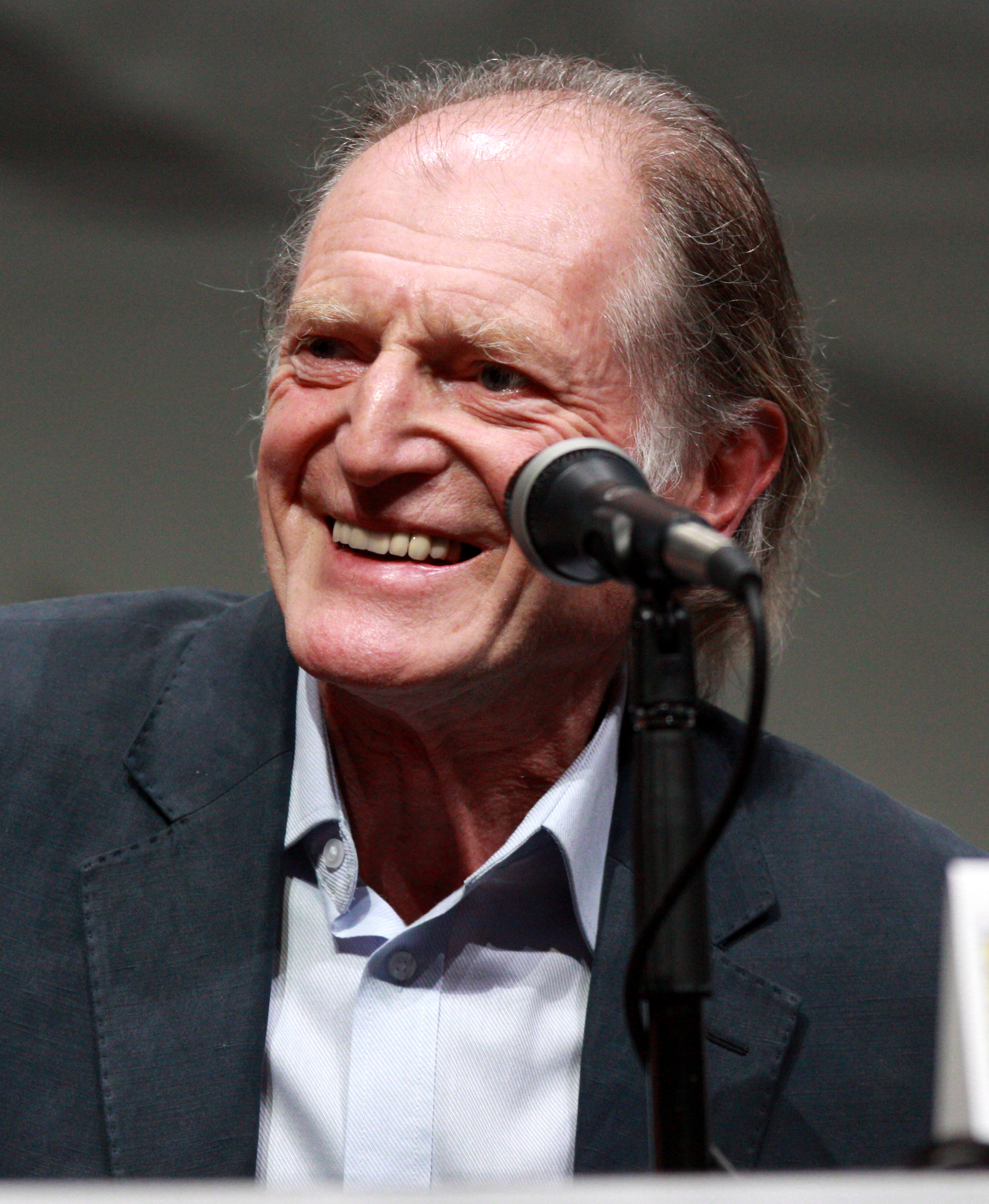
David Bradley, 3. Darsteller (2013)

Dargestellt von William Hartnell von 1963 bis 1966 und erneut 1972 in The Three Doctors. Aufgrund des Todes von William Hartnell spielte Richard Hurndall den ersten Doktor 1983 in Die fünf Doktoren. 2017 übernahm David Bradley die Rolle in Der Doktor fällt und Aus der Zeit gefallen, nachdem er 2013 bereits die Rolle von William Hartnell im Fernsehfilm Ein Abenteuer in Raum und Zeit verkörpert hatte. 2022 spielte Bradley erneut den ersten Doktor innerhalb der TV-Serie in der Folge Die Macht des Doktors.

#### Charakterisierung
Es ist diese Form des Doktors, in der er auf Gallifrey, dem Heimatplaneten der Timelords, aufwächst. Später entwendet er dort eine TARDIS und beginnt durch Raum und Zeit zu reisen.
Der erste Doktor ist mitunter äußerst rücksichtslos, wenn es darum geht, seine Ziele zu erreichen. Dies schließt auch Lügen mit ein und in einem Fall sogar den Versuch, jemanden zu töten. Dafür ist er emotional jedoch eng an seine Enkelin Susan gebunden, die ihn ab der ersten Folge begleitet. Gegenüber seinen menschlichen Begleitern hingegen ist er recht grob, abweisend, mürrisch und misstrauisch. Im späteren Verlauf taut er etwas auf und baut eine Art von großväterlicher Verbindung zu seinen Begleitern auf. William Hartnell selbst beschrieb den Charakter seiner Doktor-Inkarnation einmal als Kreuzung zwischen dem Weihnachtsmann und dem Zauberer von Oz.

#### Erscheinungsbild
Der erste Doktor ist körperlich recht alt. Er hat graues, langes, nach hinten gekämmtes Haar und trägt ein Ensemble, das aussieht wie zu Zeiten König Edwards. Unter der schwarzen Überkleidung trägt er ein weißes Hemd und dazu einen hölzernen Gehstock mit gedrehtem Griff. Einmal raucht er eine lange, gebogene Tabakpfeife und ist damit bis jetzt die einzige Inkarnation des Doktors, die raucht. Anfangs wird die Kombination durch eine Karakulmütze ergänzt.

#### Regeneration
Er wird in einem Kampf mit den Cybermen derart geschwächt, dass er schließlich, nachdem er die unmittelbare Bedrohung hat abwenden können, in der TARDIS zusammenbricht. Dort setzt dann erstmals die Regeneration ein.

### Zweiter Doktor
Dargestellt von Patrick Troughton von 1966 bis 1969 und erneut 1972 in The Three Doctors, 1983 in Die fünf Doktoren sowie 1985 in Androiden in Sevilla.

#### Charakterisierung
Der zweite Doktor hat eine sehr wechselhafte Persönlichkeit. Einerseits ist er kindisch und lausbubenhaft. Andererseits hat er auch väterliche Züge. Er ist ein Meister darin, sich dumm zu stellen. Häufig macht er sich absichtlich zum Narren, ist aber auch rücksichtsvoll und heldenhaft. Er ist generell wesentlich aktiver als sein Vorgänger, jedoch selten waghalsig.

#### Erscheinungsbild
Der zweite Doktor hat kurzes, glattes, schwarzes Haar, einer Pilzkopffrisur ähnlich. Er trägt ein dunkles Jackett mit dunkler Hose und hellem Hemd, dazu eine mit einer Sicherheitsnadel befestigte gepunktete Fliege. Anfangs kommt ein verbeulter Kastorhut hinzu.

#### Regeneration
Er wird von den Timelords, in einem Prozess wegen des Stehlens der TARDIS und dem Verstoß gegen die Regel der Nichteinmischung, zu einem Exil auf der Erde verbannt, der Umgang mit der TARDIS aus seinem Gedächtnis gelöscht und eine Regeneration ausgelöst.

### Dritter Doktor

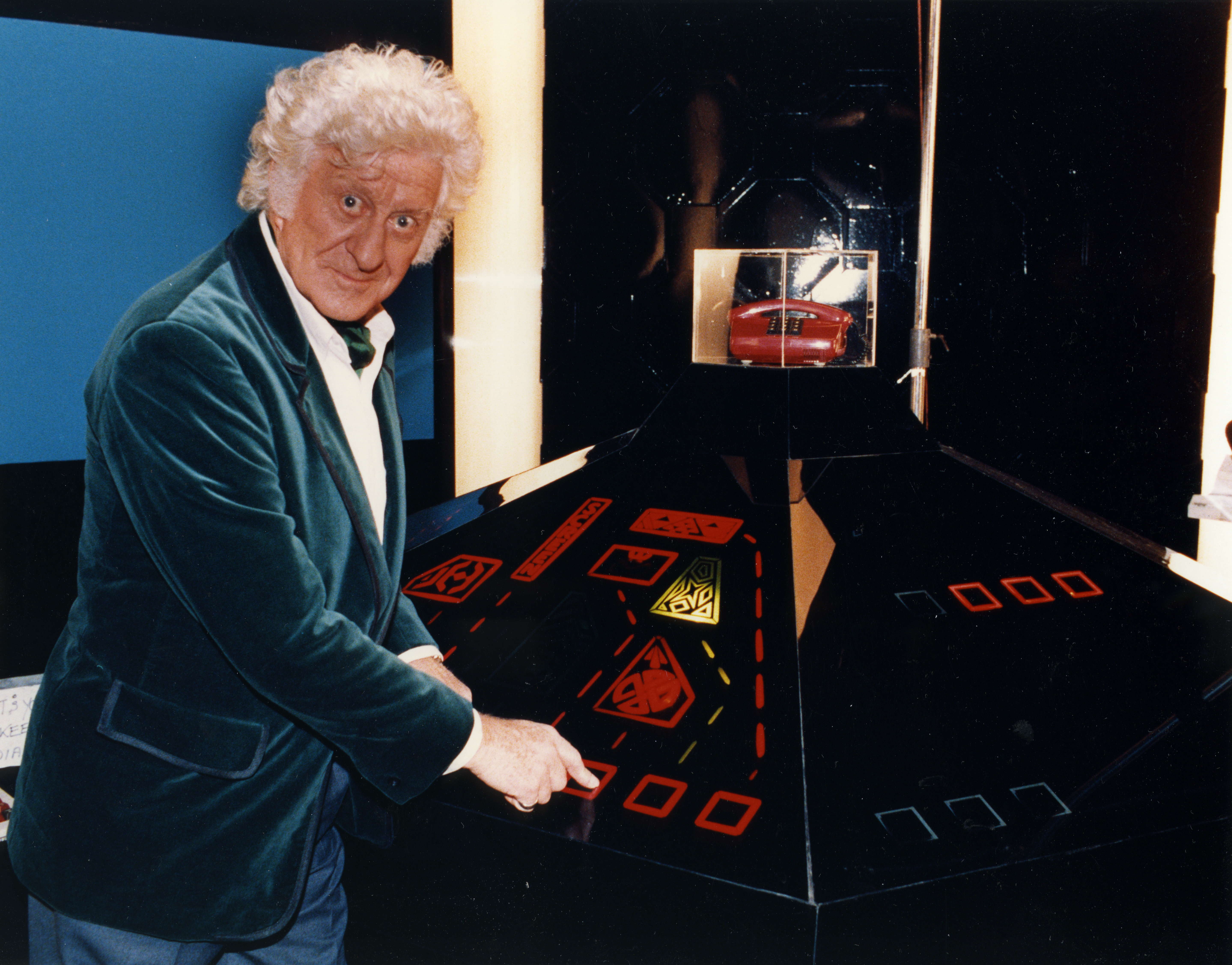
Jon Pertwee in der Rolle des 3. Doktors

Dargestellt von Jon Pertwee von 1970 bis 1974 sowie 1983 in Die fünf Doktoren und 1993 in der Miniepisode Dimensions in Time.

#### Charakterisierung
Der dritte Doktor ist ein äußerst redegewandter, diplomatischer Mann und ein wahrer Wissenschaftler. Man kann ihn als einen Gentleman beschreiben, der sich heldenhaft und leidenschaftlich für die Menschen einsetzt. Er ist darüber hinaus besonders sprachbegabt, erfinderisch und auch in Kampftechniken versiert. Er hat eine besondere Vorliebe für technische Spielereien, wie zum Beispiel den Schall-Schraubenzieher (Englisch sonic screwdriver).
Seine Patentlösung für technische Probleme ist die „Umpolung des Neutronenstroms“.

#### Erscheinungsbild
Der dritte Doktor hat blondes, voluminöses Haar. Er trägt üblicherweise ein Hemd mit Rüschen und dunkle (bspw. dunkelblaue) Samtjacketts in Kombination mit dunkelgrünen, blauen oder roten Hosen; dazu dunkle Stiefel. Zusätzlich trägt er wechselnde Accessoires, darunter Krawatten, Fliegen oder Lederhandschuhe. Er wird in The Three Doktors vom ersten Doktor als Dandy tituliert. Im Exil fährt der Doktor in Ermangelung der TARDIS einen gelben Oldtimer namens Bessie.

#### Regeneration
Er wird von einer enormen Energiewelle erfasst und muss, nachdem er zur UNIT-Niederlassung auf der Erde zurückgekehrt ist, zum vierten Doktor regenerieren.

### Vierter Doktor

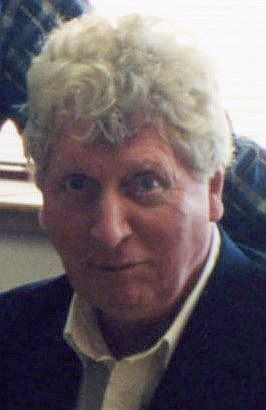
Tom Baker spielte den 4. Doktor (2008)

Dargestellt von Tom Baker von 1974 bis 1981, sowie 1983 in Die fünf Doktoren, 1993 in der Miniepisode Dimensions in Time sowie 2017 (in gealterter Erscheinung) in neu gedrehtem Material für die 1979 begonnene, aber nie beendete Folge Shada.

#### Charakterisierung
Beim vierten Doktor fällt verstärkt auf, dass er kein Mensch, sondern eben ein Außerirdischer ist. Er hat einen äußerst schrägen Humor und spielt gern Streiche. Oft mimt er den Trottel. Nur selten tritt sein durchaus intelligentes und ernsthaftes Wesen an die Oberfläche. Im Gegensatz zu seinem eleganten Vorgänger wirkt er struppig und etwas zerlumpt.
Er führt allerlei Kleinigkeiten in seinen Jackentaschen mit sich. Des Öfteren stößt er beim Kramen auf eine Tüte Weingummis („Jelly Babies“) und bietet seinem Gegenüber welche an.

#### Erscheinungsbild
Der vierte Doktor hatte dunkles, lockiges, etwas überdurchschnittlich langes Haar. Üblicherweise besteht seine Kleidung aus einem schwarzen Gehrock und einer bunten Weste. Bisweilen trägt er einen breitkrempigen Fedora. Unter der Weste trägt er ein schlichtes, oftmals weißes Hemd. Sein Markenzeichen ist ein bunter überlanger Schal, der einen für die gesamte Serie ikonischen Wert erlangte. In der letzten Staffel des vierten Doktors wird das gesamte Ensemble (inklusive Schal) in verschiedenen Rottönen gehalten. Zusätzlich tauchen zum ersten Mal die roten Fragezeichen am Hemdkragen auf.

#### Regeneration
Er wird im Kampf mit dem Master beim Erklimmen eines Radioteleskops zu Fall gebracht, stürzt aus großer Höhe zu Boden und muss zum fünften Doktor regenerieren, um nicht zu sterben.

### Fünfter Doktor

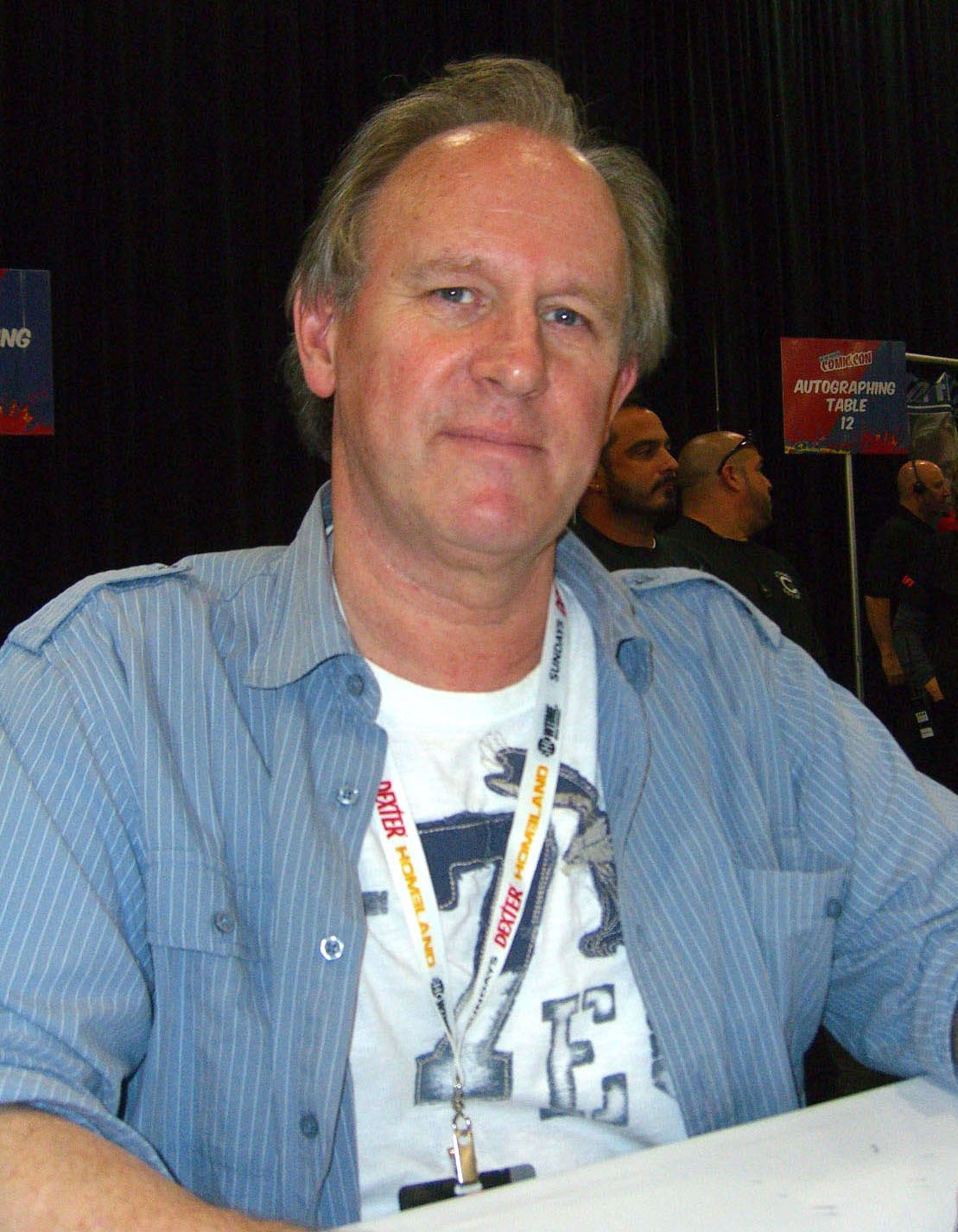
Peter Davison spielte den 5. Doktor (2012)

Dargestellt von Peter Davison von 1981 bis 1984, in den Miniepisoden Dimensions in Time im Jahr 1993 und Time Crash im Jahr 2007, sowie 2022 in der Episode Die Macht des Doktors.

#### Charakterisierung
Im Allgemeinen ist der fünfte Doktor ein angenehmerer Zeitgenosse als seine Vorgänger, nicht zuletzt aufgrund seines charmanten Äußeren, aber auch durch seine warmherzige Art. In Konfliktsituationen wirkt er hin und wieder etwas unsicher, ist eher gewaltscheu und meidet gern die Konfrontation. Dennoch kann er kämpferisch sein und tut, was nötig ist, um Gefahren abzuwenden und seine Begleiter zu beschützen.

#### Erscheinungsbild
Der fünfte Doktor hat blondes, glattes Haar von unauffälliger Länge. Er trägt einen hellbeigen Anzug, mit orangem Beleg am Revers. Darunter trägt er einen weißen Pullunder mit rotem Streifen um den V-Ausschnitt. Hierunter trägt er ein weißes Hemd. Am Revers seines Jacketts trägt er eine Selleriestange, die auf bestimmte allergieauslösende Gase reagieren soll. Im Großen und Ganzen ist sein Outfit an das eines Cricketspielers Anfang des 20. Jahrhunderts angelehnt. In seiner Jackentasche führt er stets einen zusammengerollten Panamahut mit sich. Darüber hinaus setzt er gelegentlich, wenn er sich auf etwas konzentriert und dabei nachdenkt, eine Brille auf.

#### Regeneration
Der fünfte Doktor und seine Begleiterin Peri erleiden eine Vergiftung. Er schafft es lediglich, genug Gegengift für Peri zu besorgen, sodass er gezwungen ist, sein eigenes Leben durch Regeneration zu retten.

### Sechster Doktor

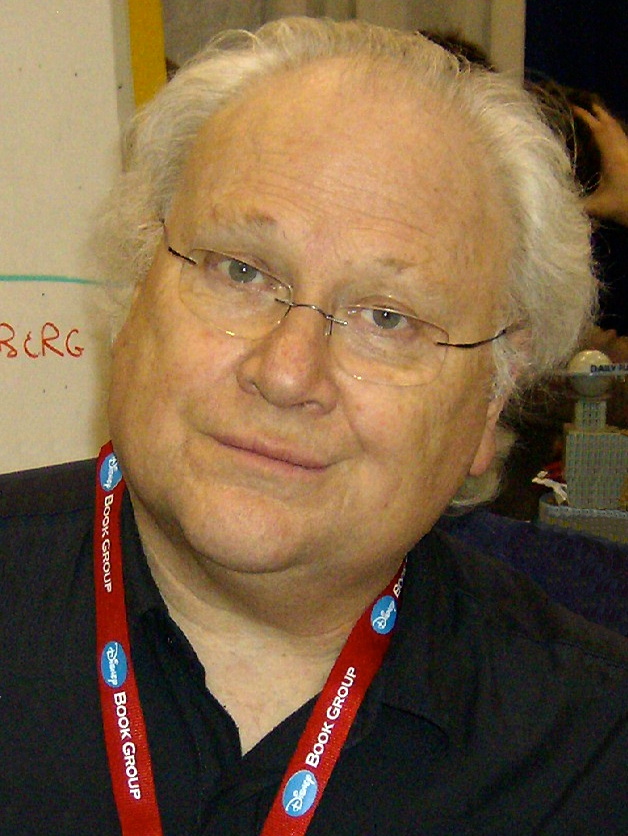
Colin Baker spielte den 6. Doktor (2011)

Dargestellt von Colin Baker von 1984 bis 1986, 1993 in der Miniepisode Dimensions in Time, sowie 2022 in der Episode The Power of the Doctor.

#### Charakterisierung
Der sechste Doktor ist seinem Umfeld gegenüber auffallend arrogant, oft unfreundlich und überaus herablassend. Er hält alle Lebewesen ihm selbst absolut unterlegen. Zu erwähnen ist aber, dass er mit seinen Ansichten und Vermutungen auch in den meisten Fällen völlig richtig liegt. Auch wenn sich an seiner unangenehmen Grundhaltung dadurch nicht viel ändert, wird er später etwas wohlwollender gegenüber seinen Begleitern.

#### Erscheinungsbild
Der sechste Doktor hat blondes, lockiges Haar von durchschnittlicher Länge. Er trägt typischerweise ein sehr farbenfrohes und in seiner Gesamtheit bewusst unstimmiges Outfit. Dies äußert sich in der Kombination unterschiedlicher Muster und asymmetrischer Farbgebung beim Gehrock. Dazu trägt er eine gelbe gestreifte Hose, grüne Schuhe und rote Gamaschen. Zunächst war das Kostüm farblich gedeckt gehalten, mit Farben wie Ocker- und Beigetönen, in den Hörspielen von Big Finish Productions kam jedoch eine vorwiegend blaue Variation hinzu. Am Revers des Gehrocks hat er einen Anstecker in Form einer Katze. Colin Baker selbst beschrieb sein Kostüm später einmal als Explosion in einer Regenbogenfabrik.

#### Regeneration
Als die Rani den sechsten Doktor in seiner TARDIS angreift, macht diese eine Bruchlandung. Dabei wird der Doktor derart verwundet, dass er regenerieren muss.

### Siebter Doktor

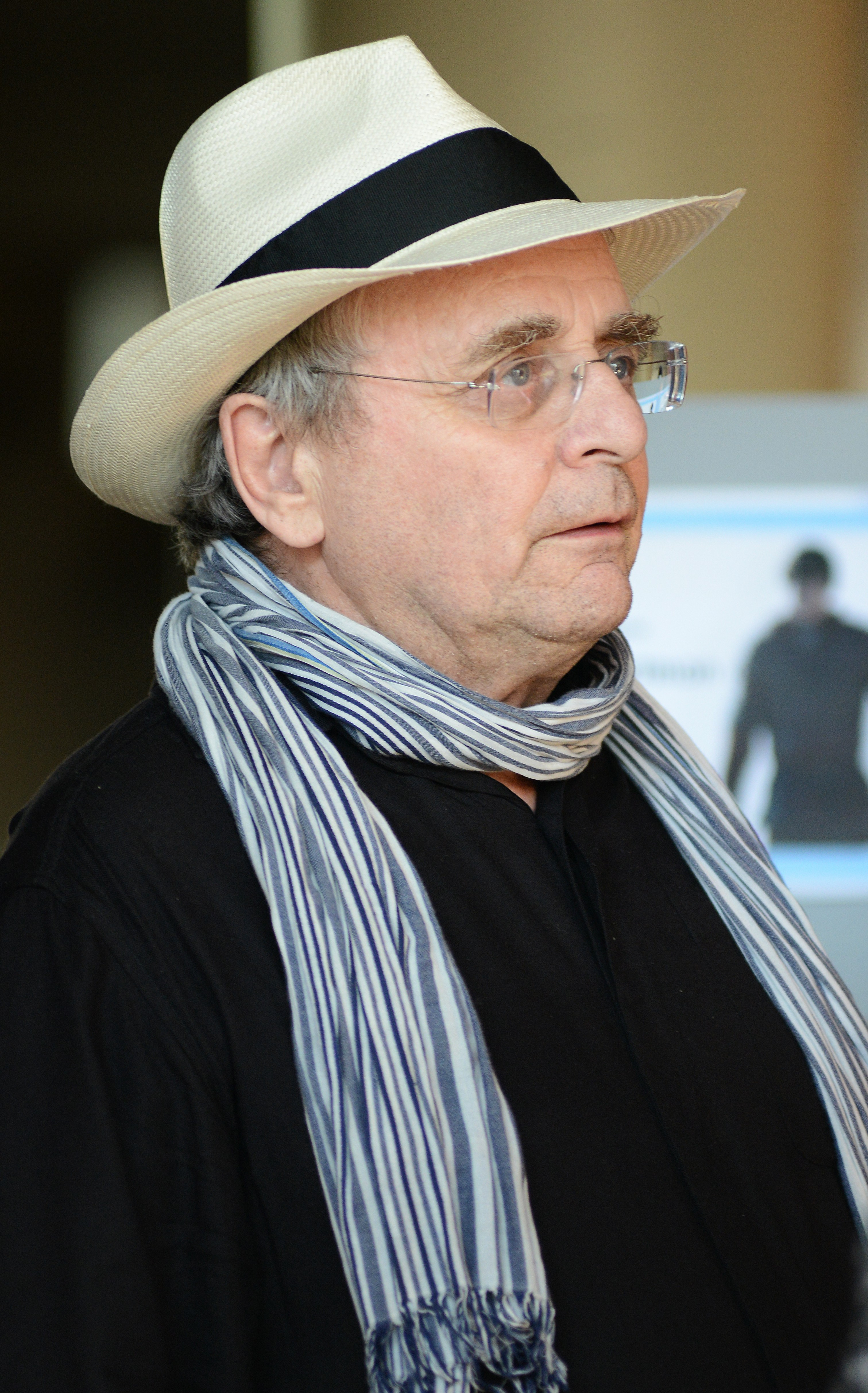
Sylvester McCoy spielte den 7. Doktor (2014)

Dargestellt von Sylvester McCoy von 1987 bis 1989 sowie in der Miniepisode Dimensions in Time im Jahr 1993, im Fernsehfilm von 1996 und 2022 in der Episode Die Macht des Doktors.

#### Charakterisierung
Sein Charakter ist nur schwer greifbar. Er wirkt zunächst wie eine unfähige Vaterfigur, die gern den Lustigen spielt. Später wird allerdings klar, dass es wesentlich dunklere Seiten an ihm gibt. Er spielt kalkuliert, fast kaltherzig, mit den Personen, die ihn umgeben, egal ob Freund oder Feind. Dennoch will er damit nichts Böses, sondern letztendlich ein gutes Ziel erreichen.

#### Erscheinungsbild
Anders als die anderen Inkarnationen wechselt der siebte Doktor seinen Kleidungsstil in den drei Staffeln und dem 1996er Fernsehfilm, in dem er mitwirkt, zweimal. Den Kleidungsstil des siebten Doktors gibt es damit in der konsequenten Form wie bei seinen anderen Inkarnationen nicht. Zu den bekannten Accessoires gehören aber ein Panamahut, eine locker gebundene bunte Krawatte, ein Pullover mit V-Ausschnitt und Fragezeichen-Muster über dem Hemd, eine braune karierte Hose, ein geblümter Seidenschal sowie ein dunkler Regenschirm mit einem roten Fragezeichen als Krücke.

#### Regeneration
Der siebte Doktor wird im 1996er Fernsehfilm bei einer Schießerei verletzt, verliert das Bewusstsein und kommt in ein Krankenhaus. Da sich seine Anatomie von der eines Menschen gravierend unterscheidet, kommt er dort bei der Notoperation um. Sein scheinbar lebloser Körper wird daraufhin in die Leichenhalle gebracht, in der die Regeneration einsetzt.

### Achter Doktor

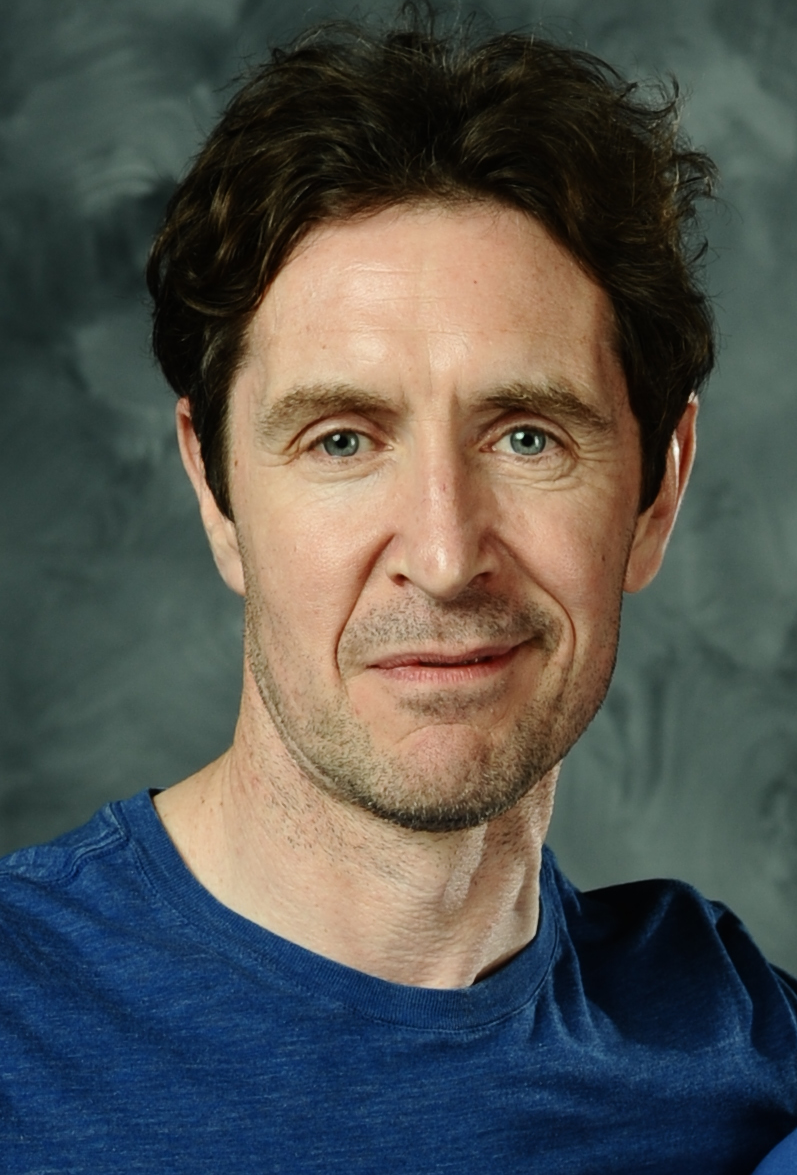
Paul McGann spielte den 8. Doktor (2015)

Dargestellt von Paul McGann im Fernsehfilm von 1996 und erneut 2013 in der Mini-Episode Die Nacht des Doktors sowie 2022 in der Episode Die Macht des Doktors.
Anders als bei seinen Vorgängern finden die Abenteuer des achten Doktors fast ausschließlich in den Hörspielen der Audio Firma Big Finish statt. So hat er zwar mit Abstand die meisten Abenteuer aller Doktoren, aber nur drei Auftritte in der Serie selbst.

#### Charakterisierung
Der achte Doktor verhält sich viel menschlicher als seine Vorgänger. Er übernimmt auch in Sachen Frauen mitunter die Initiative, wohingegen seine vorhergehenden Inkarnationen von romantischen Beziehungen mit Begleiterinnen abgesehen und sich deren Annäherungen und Küssen gezielt erwehrt haben. So küsst er seine Begleiterin Grace Holloway dreimal. Er ist äußerst pazifistisch eingestellt, so weigert er sich vehement, in irgendeiner Weise am Zeitkrieg teilzunehmen. In seinem ersten (Film-)Abenteuer neigt er dazu, Menschen wichtige Hinweise hinsichtlich zukünftiger Entscheidungen zu geben. Weithin treten in diesem frisch regenerierten Zustand vereinzelt markante Eigenheiten seiner Vorgänger zu Tage.

#### Erscheinungsbild
Sein Outfit besteht aus einem langen dunkelgrünen Samtsakko mit hellgrauer Weste, weißem Hemd, grauen Halstuch, grauer Hose und – als Geschenk seiner Begleiterin Grace, da er bis dahin barfuß lief – schwarzen Lederschuhen. Er hat rot-braunes, schulterlanges, leicht gelocktes Haar.

#### Regeneration
Der achte Doktor stürzt mit einem fremden Raumschiff auf dem Planeten Karn ab und erwacht dort mit dem Wissen, an seinen zugezogenen Verletzungen trotz Regenerationsfähigkeit zu sterben. Die dort ansässige Schwesternschaft bietet ihm einen Trank an, der den Regenerationsprozess gezielt hinsichtlich bestimmter Eigenschaften der neuen Inkarnation beeinflussen kann. Desillusioniert vom Zeitkrieg, den er bisher neutral beobachtet hat, entscheidet sich der achte Doktor für eine Regeneration für einen Krieger und legt den Namen „Doktor“ ab.

### Kriegsdoktor

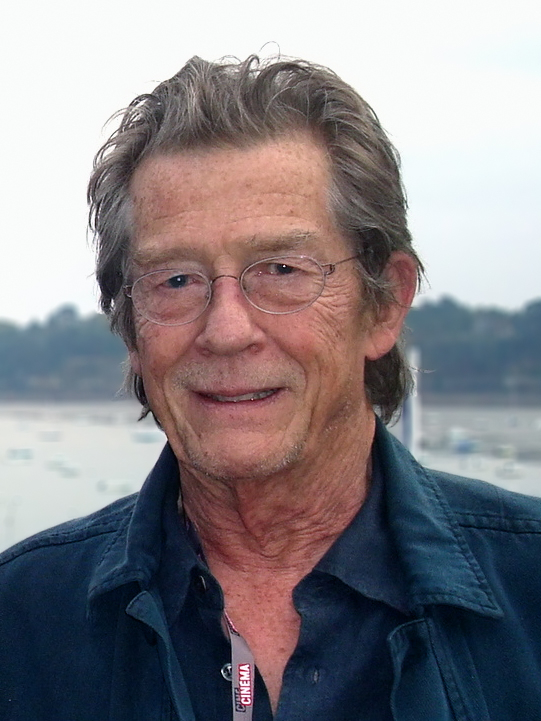
John Hurt spielte den Kriegsdoktor (2009)

Dargestellt von John Hurt 2013 in Die Nacht des Doktors, Der Name des Doktors und Der Tag des Doktors. Obwohl es in der Geschichte der Serie bereits Anspielungen auf mögliche andere Inkarnationen des Doktors gab, welche außerhalb der kanonischen Nummerierungen existieren, ist der Kriegsdoktor die erste, welche offiziell rückwirkend eingeführt wurde und die folgenden Doktoren inoffiziell um eine Nummer nach hinten verschiebt (der Neunte Doktor ist somit folglich die zehnte Regeneration des Doktors usw.). Drehbuchautor Steven Moffat entschied sich für die Etablierung des Kriegsdoktors, als sich abzeichnete, dass Christopher Eccleston nicht erneut die Rolle des Neunten Doktors übernehmen würde. Eccleston war seine eigentliche Wahl als die Inkarnation des Doctors, welche den Zeitkrieg beendete. Gleichzeitig hielt Moffat es für den Charakter unglaubwürdig, dass Paul McGanns friedliebender Achter Doktor diesen narrativen Schritt hätte übernehmen können. Als Resultat wurde der Kriegsdoktor entworfen.

#### Charakterisierung
Der Charakter dieser Inkarnation entstand nicht, wie bei einer gewöhnlichen Regeneration, willkürlich, sondern wurde durch einen speziellen Trank gezielt ausgesucht. Die Schwesternschaft von Karn überzeugte seinen Vorgänger davon, ein Gebräu zu trinken, das ihn zu einem Krieger werden lässt. Diese besondere Inkarnation ist von allgemein eher ruppiger, praktisch denkender Natur. Er wirkt wie ein in die Jahre gekommener Haudegen. Dadurch hat er, im Gegensatz zu seinen anderen Inkarnationen, wenig Skrupel, sich am Zeitkrieg zu beteiligen und zu tun, was nötig ist, um die Daleks zu besiegen.
Daher führt er auch als einzige Inkarnation nicht den Namen Doktor, wodurch bei ihm auch die Nummerierung ausgesetzt wird. Nach der Regeneration bekräftigt er diesen Unterschied zu seinen Vorgängern mit den Worten „doctor no more“ (deutsch: kein Doktor mehr), die für ihn symbolisch sind.

#### Erscheinungsbild
Er ergänzt die Kleidung seines Vorgängers, direkt nach der Regeneration, um einen Patronengürtel. In den späteren Folgen ist jedoch zu sehen, dass er nun eine (inzwischen sehr verschlissene) Lederjacke und etwas modernere Kleidung trägt.

#### Regeneration
Nachdem er, in bereits fortgeschrittenem Alter, seine Bestimmung als Krieger erfüllt hat, die ihm durch den Trank seines Vorgängers auferlegt wurde, beginnt er ohne weitere Gründe zu regenerieren. Seine letzten Worte, dass sein aktueller Körper „ein bisschen abgenutzt“ sei, sind im englischen Original (“wearing a bit thin”) eine Anspielung auf den ersten Doktor, dessen altersbedingte Regeneration mit demselben Wortlaut begründet wurde. Da Christopher Eccleston auf eine Rückkehr in die Serie verzichtete, werden die Gesichtszüge des neunten Doktors nur angedeutet, ehe die Szenerie der Folge wechselt.

### Neunter Doktor

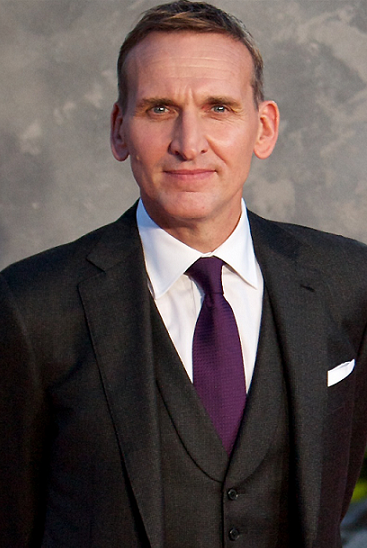
Christopher Eccleston spielte den 9. Doktor (2013)

Dargestellt von Christopher Eccleston im Jahr 2005.

#### Charakterisierung
Über die Zeit zwischen seiner Regeneration in der TARDIS und seinem Auftreten in der ersten Folge der ersten Staffel der neuen Serie ist wenig bekannt. Da er in jener Folge aber sein Aussehen im Spiegel neugierig betrachtet und kommentiert, scheint nicht viel Zeit vergangen zu sein. In derselben Folge implizieren zwar mehrere Fotos vergangene Abenteuer, doch als Zeitreisender können diese sich aus seiner persönlichen Sicht später ereignen. Der neunte Doktor ist, obwohl er wie der vierte Doktor im Angesicht der Gefahr gerne scherzt, in seiner Persönlichkeit recht melancholisch und in sich gekehrt. Dies ist wohl auf die Schuldgefühle, seine eigene Spezies, die Timelords, zur Beendigung des Zeitkriegs getötet zu haben, zurückzuführen. Er sieht sich dadurch als letzten Angehörigen der großen und mächtigen Timelord-Kultur, was ihm zudem ein Gefühl der Einsamkeit gibt. Wohl zur Betonung dessen bezeichnet er die Menschen mitunter in Momenten der Ungeduld abfällig als „dumme Affen“. Zum Schutz anderer schreckt er entgegen anderen Inkarnationen auch nicht vor dem Einsatz von (Waffen-)Gewalt zurück und wird im Angesicht seiner Feinde schnell wütend. Insgesamt ist er wohl der raueste Doktor, was sich auch in seiner Kleidung widerspiegelt.
Der neunte Doktor ist die erste Inkarnation der Figur, welche einen deutlichen regionalen – in diesem Fall nordenglischen – Akzent spricht. Von Rose Tyler darauf angesprochen erwähnt er jedoch nur patzig, dass viele Planeten einen Norden hätten. Ein häufig von ihm verwendeter Ausspruch ist „Fantastisch!“ (englisch: Fantastic!).

#### Erscheinungsbild
Das Kostüm des neunten Doktors ist deutlich schlichter und als Abgrenzung zu vielen exzentrischen Outfits der klassischen Fernsehserie konzipiert. Er trägt eine schwarze Lederjacke mit dunklem V-Ausschnitt-Shirt darunter, dazu dunkle Hosen und schwarze Lederschuhe. Während all seine Vorgänger normal oder etwas überdurchschnittlich langes Haar hatten, hat er sehr kurzes, etwa 1 cm langes, schwarzes Haar. Captain Jack Harkness beschreibt seine Erscheinung bei ihrem ersten Aufeinandertreffen während des Luftkriegs um London als einem deutschen U-Boot-Kommandanten ähnlich.

#### Regeneration
Nachdem sich seine Begleiterin Rose Tyler mit dem Herz der TARDIS verbunden und dessen Energie absorbiert hat, was ein menschlicher Körper nicht aushalten kann, rettet er sie, indem er die Energie auf sich überträgt. Zwar gibt er die Energie dann zurück an die TARDIS, jedoch wurde sein Körper dadurch nachhaltig beschädigt.

### Zehnter Doktor

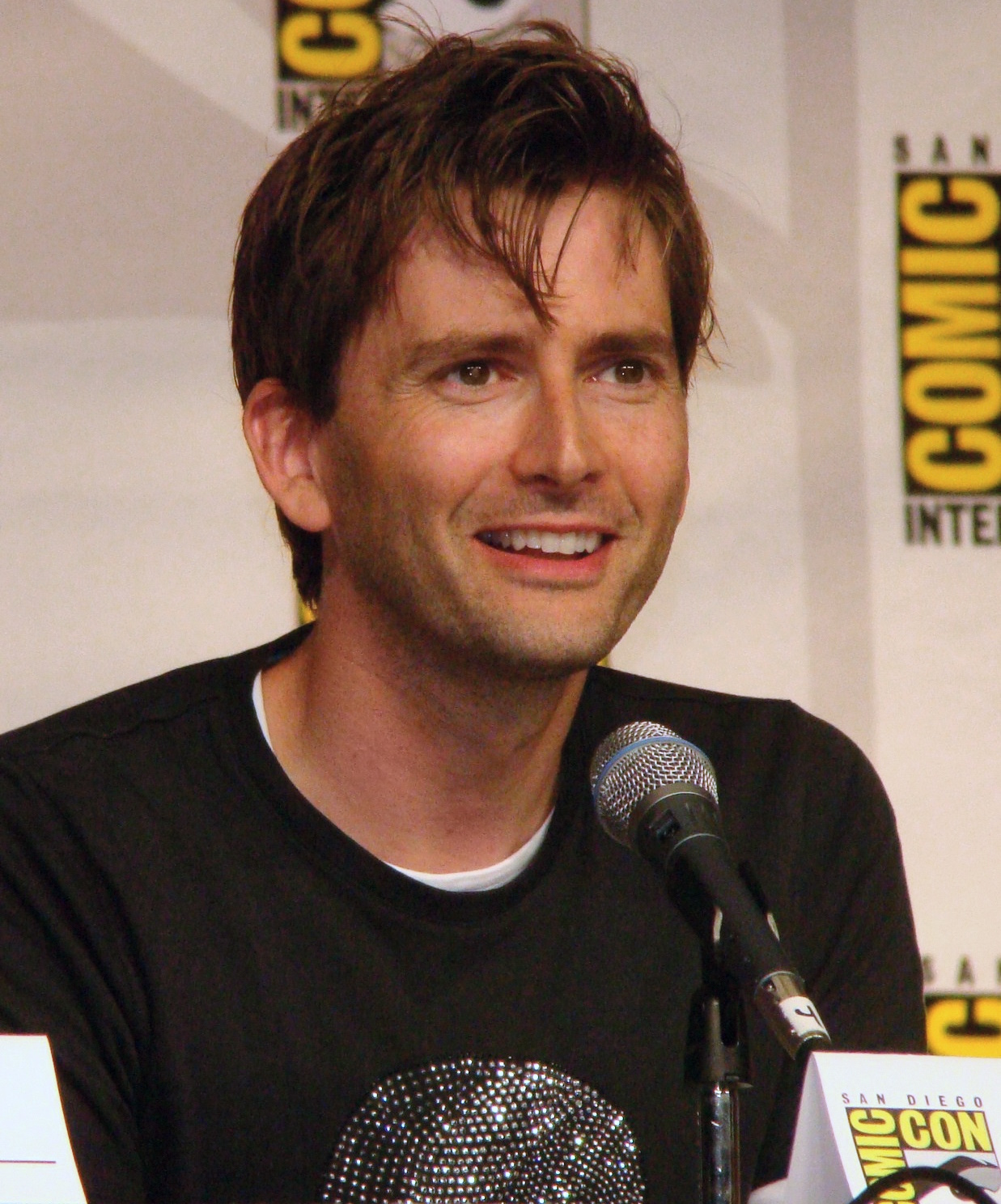
David Tennant spielte den 10. Doktor (2009)

Dargestellt von David Tennant von 2005 bis 2010 und erneut 2013 in Der Tag des Doktors.

#### Charakterisierung
Der zehnte Doktor ist generell heiter, gelassen, gesprächig, schlagfertig und frech, zeigt aber wiederholt auch überaus rachsüchtige und nachtragende Charakterzüge. Darüber hinaus fühlt er sich häufig aufgrund seiner Intelligenz anderen Lebewesen überlegen, was ihn manchmal unachtsam werden lässt. Den romantischen Zügen, die die Beziehung zu seiner jeweiligen Begleiterin gelegentlich annimmt, ist er nicht abgeneigt. Weiterhin verabscheut er den Einsatz von Waffen und begegnet Militärpersonal mit Misstrauen.  Wie sein Vorgänger ist der zehnte Doktor von einer Art Überlebenden-Syndrom geplagt, da er für den Untergang seiner Rasse verantwortlich ist.
Ein oft von ihm verwendeter Ausdruck ist der Ausruf „Allons-y!“ (französisch für: Los geht’s!).

#### Erscheinungsbild
Der zehnte Doktor trägt meist einen braunen oder dunkelblauen Anzug mit Hemd und Krawatte. Dieser wird oft mit einem knöchellangen, braunen Mantel kombiniert. Der seriöse Anzug wird durch Chucks aufgelockert. Er ist sehr schlank und hat dunkelbraunes, später stark gegeltes Haar. Wie der fünfte Doktor hat er eine Lesebrille, die er jedoch auch nur trägt, um intelligenter zu erscheinen.

#### Regeneration
Dieser Inkarnation des Doktors gelang es als bisher einziger, eine Regeneration aufzuhalten. Nach einer tödlichen Verletzung beginnt zwar die Heilung, es ist ihm aber möglich, die eigentlich folgende Veränderung seines Körpers zu vermeiden, indem er die Regenerationsenergie in eine abgetrennte Hand leitet, die ihm in seinem ersten Abenteuer abgeschlagen wurde.
Als seine Begleiterin Donna Noble diese Hand später berührt, wird mit der menschlichen DNS eine sogenannte Mensch-Timelord-Metakrise ausgelöst. Aus der Hand erwächst ein Zwilling des zehnten Doktors, der allerdings nur ein Herz und damit eher eine menschliche Physiologie hat. Dieser Timelord-Mensch-Hybrid, der auch normal altert, verbleibt mit Rose in einem Parallel-Universum.
Später ist der echte zehnte Doktor dann gezwungen, eine tödliche Dosis radioaktiver Strahlung auf sich zu nehmen, um seinen Begleiter Wilfred Mott zu retten und kann eine vollständige Regeneration nun nicht mehr verhindern.

### Elfter Doktor

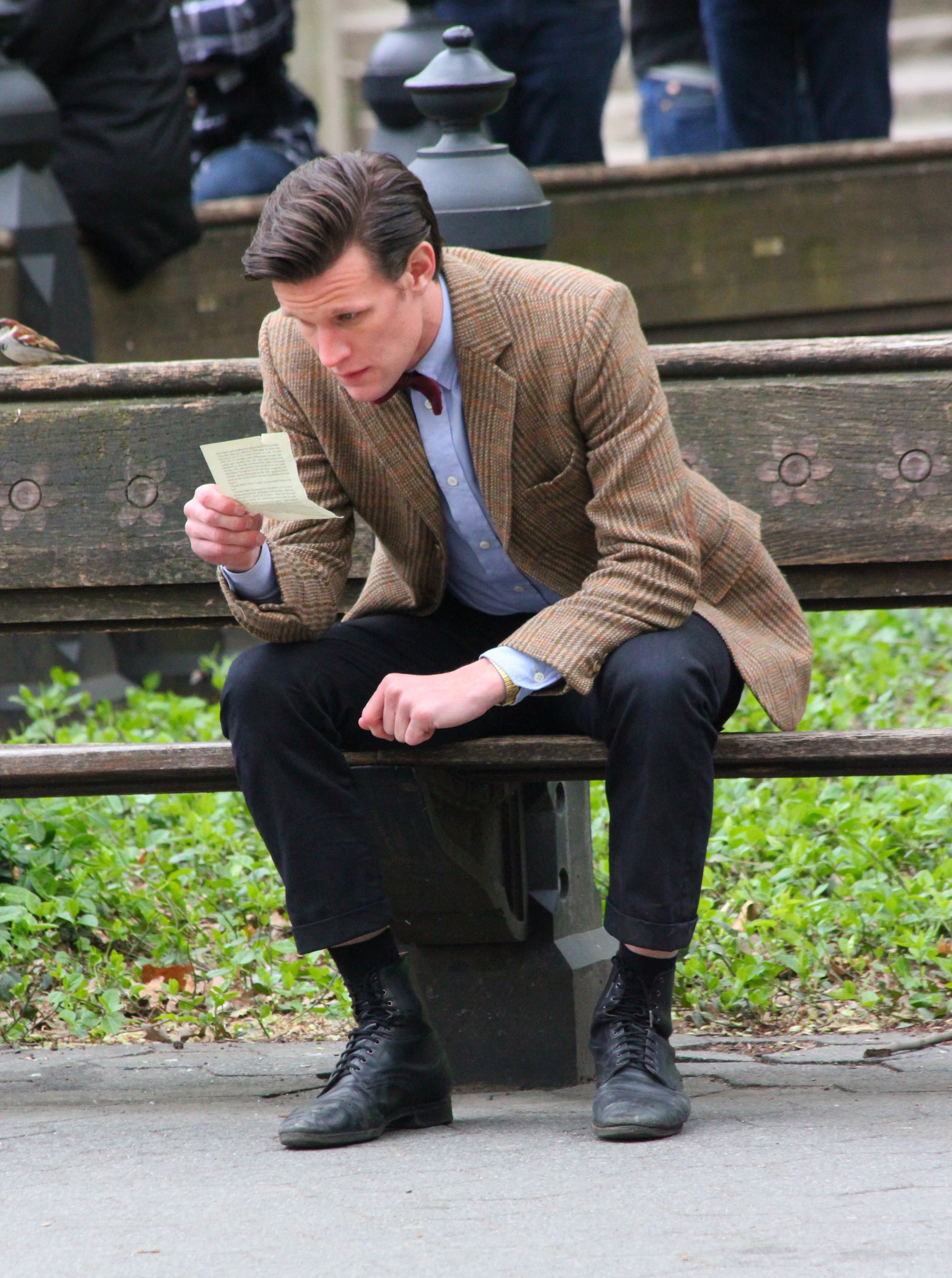
Matt Smith, Darsteller des 11. Doktors, beim Dreh im Central Park in New York (2012)

Dargestellt von Matt Smith von 2010 bis 2013 sowie 2014 in Tief Durchatmen.

#### Charakterisierung
Im Gegensatz zu seinem ungewöhnlich jung ausgefallenen Körper lässt der Charakter des elften Doktors erkennen, dass er dem Anschein zum Trotz ein alterndes Alien ist. Er wirkt ein wenig verschroben und bezeichnet sich selbst passenderweise als „Verrückten mit einer blauen Kiste“ („Mad man with a blue box“). Er hadert, im Gegensatz zu seinen beiden vorigen Inkarnationen, weitaus weniger mit seinem Schicksal, der Letzte der Timelords zu sein. Er wirkt exzentrisch, schräg und brillant zugleich und verkörpert somit das klassische „durchgeknallter-Professor“-Image. Er besitzt eine schillernde Persönlichkeit. Ist er im ersten Augenblick ein unbefangener Spaßvogel, der sich auf fast kindliche Art seines Lebens und seiner Abenteuer freut, so zeigt er im nächsten Moment deutlich dunklere Charakterzüge. Er ist mitunter rücksichtslos, wenn es darum geht, sein Leben und das seiner Freunde zu retten.
Gegenüber Frauen ergreift der elfte Doktor öfter als seine Vorgänger romantisch die Initiative. Zudem ist er später mit River Song verheiratet. Demgegenüber steht jedoch ein fast schon naives Unwissen über zwischenmenschliche Beziehungen. So ist der Doktor verwundert, dass seine verheirateten Begleiter Amy Pond und Rory Williams in ihrem Zimmer kein Etagenbett haben möchten.
Ein in rasanten Abenteuern häufig von ihm benutzter Ausruf ist „Geronimo!“ (ein dem US-Militär entstammender Ausruf, der bei Sprüngen aus großer Höhe, insbesondere bei Fallschirmsprüngen, verwendet wird).

#### Erscheinungsbild
Sein Outfit besteht aus einem hellbraunen Tweed-Sakko mit Flicken an den Ellenbogen, zusammen mit einem längs gestreiften, hellen Hemd, schwarzer Hose und schwarzen Schuhen. Dazu trägt er eine Fliege, die er – wenn sich andere darüber amüsieren – stets als „cool“ verteidigt. Des Weiteren scheint die Fliege je nach Zeitreise die Farbe zu wechseln: blaue Fliege für Reisen in die Vergangenheit, rote Fliege für Reisen in die Zukunft. Das Gleiche gilt für die Hosenträger und das Hemd. Sein biederes Altherren-Outfit steht im krassen Gegensatz zu seinem jugendlichen Gesicht. Außerdem hat er – insbesondere am Pony – relativ langes braunes Haar. Er hat ein Faible für Hüte und trägt daher zwischenzeitlich immer wieder mal einen Stetson oder einen Fez. Ab der zweiten Hälfte der siebten Staffel ändert der Doktor sein Kostüm zugunsten eines deutlich viktorianischeren Outfits mit einem dominanten purpurnen Farbton. Die markante Fliege trägt er jedoch nach wie vor.

#### Regeneration
Er lässt sich für viele Jahrhunderte nieder, um einen kleinen Ort vor einer Belagerungsmacht zu bewahren, und zeigt dadurch zunehmend Gebrechen. Regeneration ist nicht mehr möglich, da der Kriegsdoktor und eine Regeneration des 10. Doktors, die nicht mit einer Veränderung des Äußeren einherging, ihn zur 13. und letzten Inkarnation machen. In der Kirche des Ortes befindet sich ein Riss im Universum, der offenbar eine Verbindung zu den Timelords darstellt. Auf Flehen seiner Begleiterin Clara Oswald fließt die Energie eines neuen Regenerationszyklus aus dem Spalt, was dem Doktor neue Kraft gibt, und der Regenerationsprozess setzt ein.

### Zwölfter Doktor

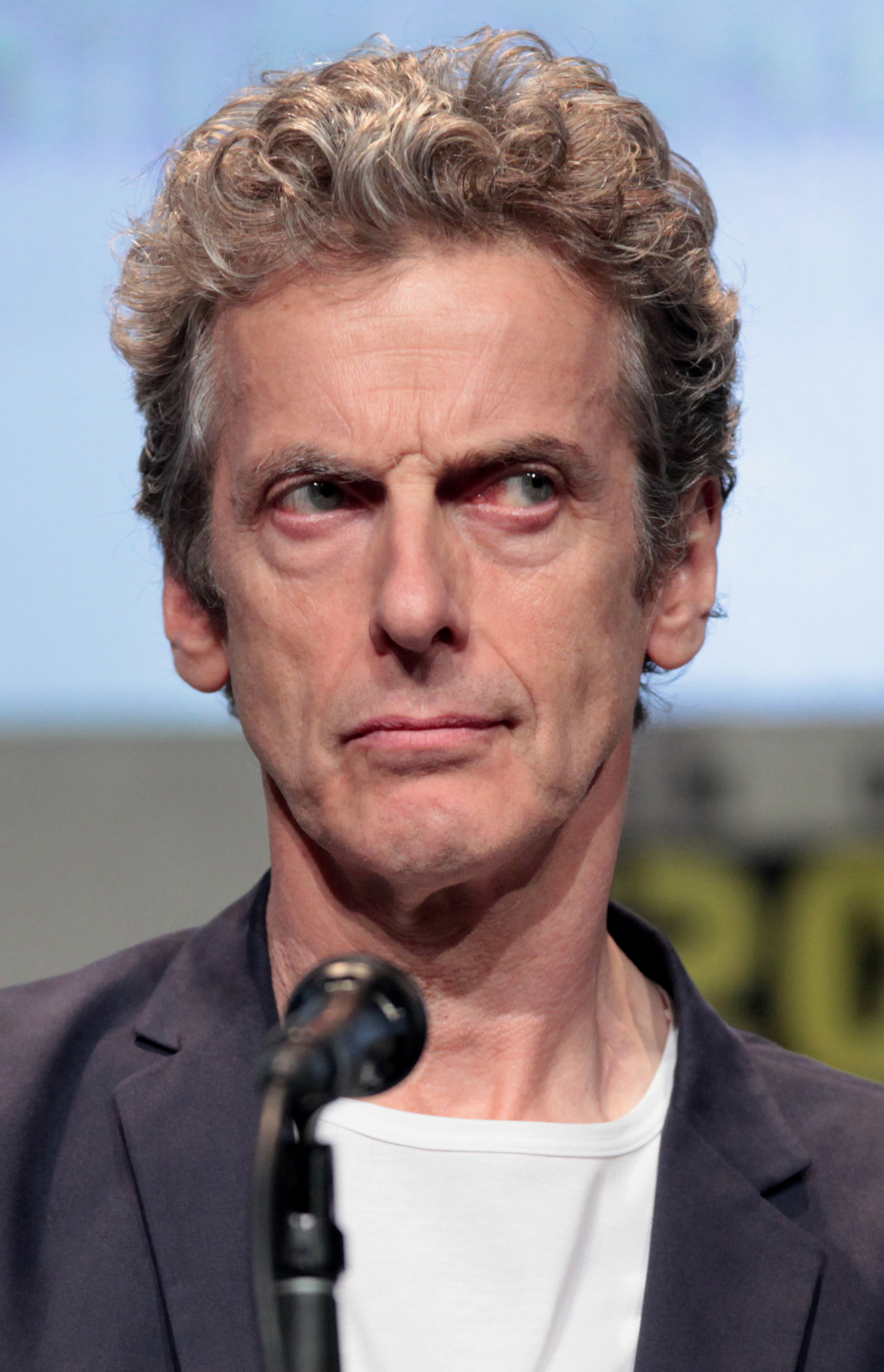
Peter Capaldi spielte den 12. Doktor (2015)

Dargestellt von Peter Capaldi zwischen 2013 und 2017.

#### Charakterisierung
Anders als seine kürzlichen Vorgänger legt der zwölfte Doktor wieder ein eher distanziertes Verhalten an den Tag. Eine Eigenschaft, die sich bei ihm noch verstärkt hat, ist das Unverständnis gegenüber vielen menschlichen Denk- und Verhaltensweisen. Ein wiederkehrender Running Gag ist hierbei, dass er stets denkt, er sehe genauso alt aus wie seine deutlich jüngeren Begleiterinnen Clara und Bill. Er fühlt sich generell den meisten anderen Lebewesen intellektuell überlegen, was er diese auch spüren lässt. Weiterhin pflegt er eine generelle Ablehnung gegenüber Personen des Militärs. Dieser schroffe, arrogante Charakterzug wandelt sich im Laufe seiner Inkarnation allerdings graduell hin zu einer warmherzigeren, moralisch gefestigteren Darstellung, wenngleich der zwölfte Doktor nach wie vor auf seine intellektuelle Überlegenheit – wenn auch mit mehr Selbstironie – Wert legt.
Er hat zu Beginn seiner Existenz eine starke Abneigung gegenüber körperlicher Nähe und verhält sich rational und emotionslos. Wird er umarmt, reagiert er äußerst verkrampft, nach einem Kuss war er kurzzeitig wie vor Panik paralysiert. Im Verlauf seiner Abenteuer taut er jedoch sichtlich auf, wird empathischer, beginnt Emotionen zu zeigen und lässt auch vermehrt körperliche Nähe zu. Jedoch behält er sich ein hohes Maß an Sarkasmus bei. Der zwölfte Doktor ist die erste Inkarnation, bei der die schottischen Wurzeln ihres Darstellers ganz bewusst in die Figur eingebaut wurden. Die beiden früheren schottischen Darsteller Sylvester McCoy und David Tennant hatten sich dagegen bemüht, ihren schottischen Akzent zu unterdrücken.

#### Erscheinungsbild
Die äußere Erscheinung des zwölften Doktor wirkt wesentlich älter als die meisten seiner Vorgänger und ist damit wieder eher seinem hohen Alter entsprechend. Er hat zu Beginn relativ kurzes, grau meliertes Haar, welches im weiteren Serienverlauf wächst, trägt ein weißes Hemd und einen schlichten schwarzen Anzug mit rotem Innenfutter. Damit hat sein Outfit eine Ähnlichkeit zu dem des 3. Doktors. Im Laufe der achten Staffel trägt er mehrere Hemden, darunter ein schwarzes, ein dunkelrotes und zwei schwarze Hemden mit Mustern. Er selbst vergleicht sein Outfit mit dem eines Zauberkünstlers.
In der neunten Staffel tauscht er die Hemden des Öfteren gegen T-Shirts und einen schwarzen Kapuzenpullover. Da er zu Beginn der neunten Staffel seinen Schallschraubenzieher verliert, trägt er im Folgenden häufig eine Sonnenbrille, welche dessen Funktion übernimmt, ehe er am Ende der Staffel von der TARDIS einen neuen Schallschraubenzieher erhält. Nachdem er in der zehnten Staffel zeitweise erblindet, verwendet er diese „Schallsonnenbrille“, um zumindest Umrisse und Entfernungen wahrnehmen zu können. Er ist nach dem zweiten Doktor die zweite Inkarnation, welche ein Musikinstrument spielt. War seine zweite Inkarnation öfter mit einer Blockflöte zu sehen, so spielt der zwölfte Doktor ab Staffel neun mit Vorliebe E-Gitarre.
Der zwölfte Doktor ist die erste Inkarnation in der Neuauflage der Serie, welche die Angewohnheit des vierten Doktors aufgreift, seinem Umfeld gelegentlich Jelly Babies (in der deutschen Synchronisation schlicht als Gummibärchen übersetzt) anzubieten.

#### Regeneration
Nachdem er im Kampf gegen die Cybermen auf einem Kolonieschiff mehrfach schwer verwundet wird, setzt der Regenerationsprozess ein. Da er des Prozesses der Regeneration müde geworden ist und er nicht mehr weiterleben will, hält er die äußere Veränderung zunächst zurück. Nach einem letzten Aufeinandertreffen mit seiner ersten Inkarnation (zu einem Zeitpunkt, da diese ebenfalls regenerieren müsste, sich aber noch nicht bereit dafür fühlt), Avataren seiner früheren Begleiter Bill, Clara und Nardole sowie – wie sich erst spät herausstellt – dem Großvater von Brigadier Alistair Gordon Lethbridge-Stewart, kommt er zu dem Entschluss, dass das Universum ihn weiterhin braucht und lässt die vollständige Regeneration zu.

### Dreizehnter Doktor

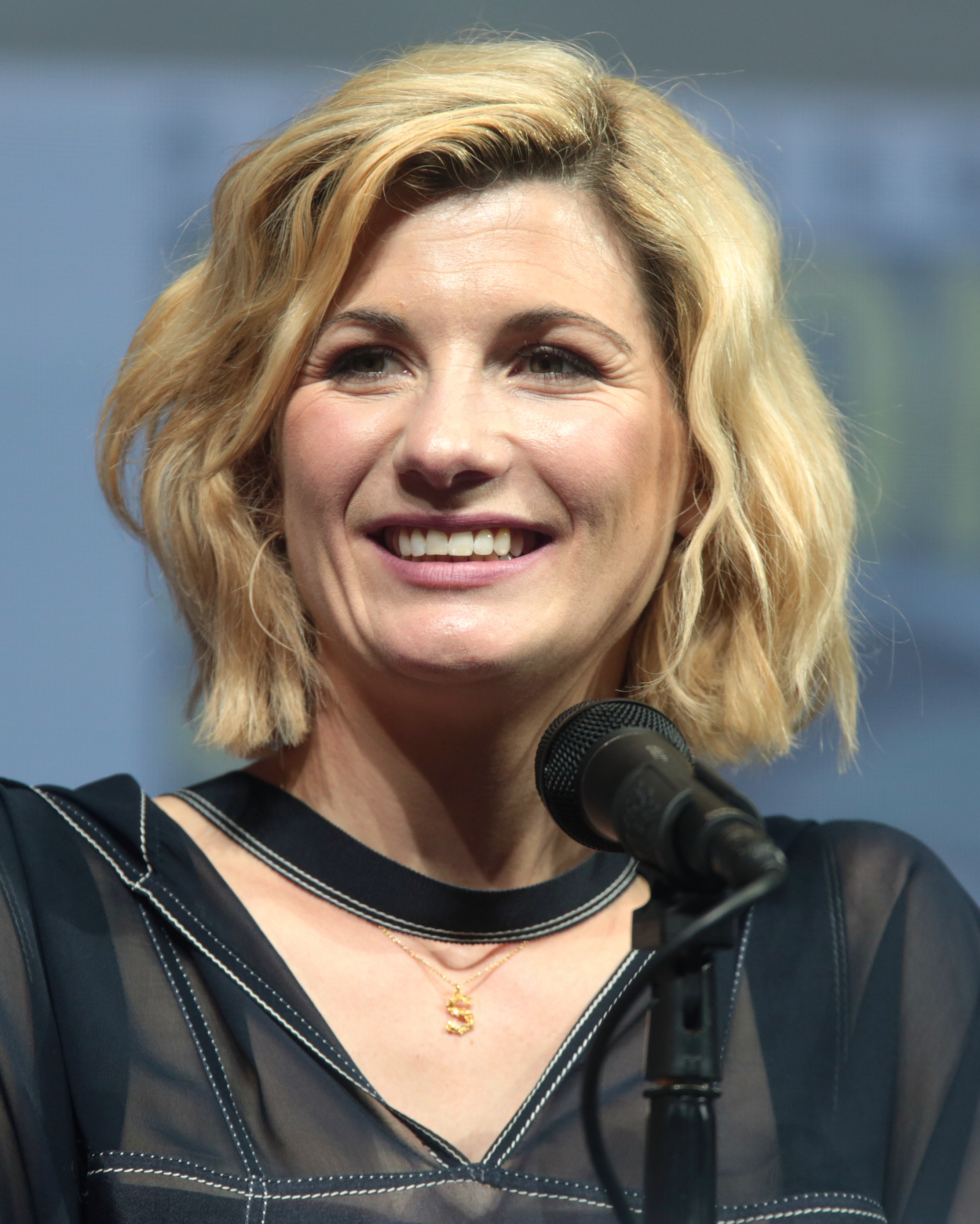
Jodie Whittaker spielte den 13. Doktor (2018)

Dargestellt von Jodie Whittaker von 2017 bis 2022 sowie 2025 in Krieg der Realitäten.

#### Charakterisierung
Dies ist die erste weibliche Inkarnation des Doktors. Sie ist eine eher heitere und lebensfrohe Person. Sie fühlt sich sehr stark für ihre Freunde verantwortlich. Des Weiteren verspürt sie weiterhin ein hohes Maß an Abneigung gegenüber Waffengewalt, wie es bei ihren Vorgängern der Fall war. Allerdings scheint sie das Kriegstrauma durch den Zeitkrieg ihrer Vorgänger überwunden zu haben. Die Tatsache, dass der Doktor in dieser Inkarnation eine Frau ist, vergisst sie hin und wieder, sodass sie verwundert über weibliche Anreden ist, oder sich selbst noch mit männlichen Begriffen bezeichnet. Wie viele ihrer Vorgänger ist sie sehr unbeholfen bei zwischenmenschlichen Konventionen und spricht peinliche Dinge an, die man normalerweise höflich übergehen würde.

#### Erscheinungsbild
Diese Inkarnation trägt einen langen, hellgrauen Mantel, der mit rot-gelb-grünen Verzierungen versehen ist. Dieses Farbmuster findet sich auch auf dem Querbalken ihres Oberteiles, das sie unter dem Mantel trägt. Ihre in einem helleren Blauton gehaltenen Hochwasserhosen werden von gelben Hosenträgern gestützt. Dazu trägt sie braune Stiefel, unter denen blau-weiße Socken sichtbar sind. Im Gegensatz zu ihrem direkten Vorgänger fällt ihr Körper jünger aus und steht damit wieder mehr im Gegensatz zu ihrem hohen Alter, wie es bereits beim fünften, zehnten und elften Doktor der Fall war. Sie trägt fast schulterlange blonde Haare mit braunem Ansatz, die ihr Gesicht umrahmen.

#### Regeneration
Der Master nutzt von Gallifrey entwendete Technologie, um eine erzwungene Regeneration des gefangenen Doktors einzuleiten, was sie zum Master regenerieren lässt und damit den Doktor beinahe komplett auslöscht. Durch einen Trick von Yaz und mit Unterstützung eines vom Doktor zuvor erstellten KI-Hologramms wird der Vorgang umgekehrt.
Als der dreizehnte Doktor das Wesen befreit, welches der Master als Energiequelle nutzte, lenkt der sterbende Master einen Energiestrahl auf sie und löst damit den Regenerationsprozess aus. Nachdem sie ihre letzten Stunden mit ihrer Begleiterin Yaz verbracht und sie wieder auf die Erde gebracht hat, da sie sich der Regeneration allein stellen wollte, regeneriert sie friedlich.

### Vierzehnter Doktor

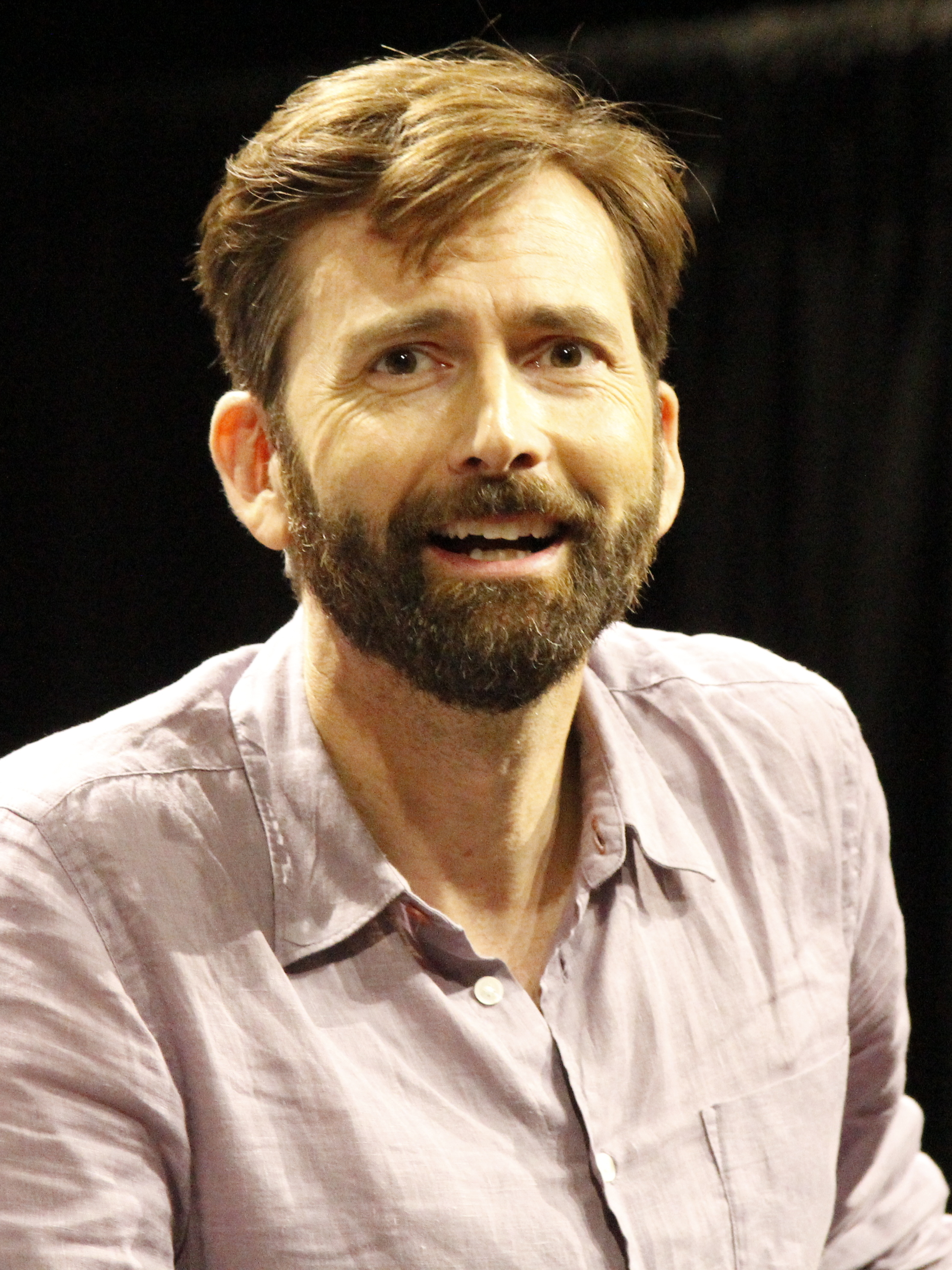
David Tennant spielt eine neue Inkarnation des Doktors (2019)

Dargestellt von David Tennant von 2022 bis 2023.

#### Charakterisierung
Da der vierzehnte Doktor nur in drei Sonderfolgen auftritt, ist eine umfangreiche Charakterisierung dieser Inkarnation nur schwer möglich. Sein Auftreten ist vor allem von der Frage geprägt, warum sein vorheriges Aussehen – das des zehnten Doktors – zurückgekehrt ist und seine erste Reise ihn zusätzlich mit dessen früherer Begleiterin Donna Noble zusammenführt. Abseits von diesem Leitmotiv entspricht sein Charakter weitestgehend einer etwas zurückhaltenderen Version des Zehnten Doktors.

#### Erscheinungsbild
Die vierzehnte Inkarnation trägt ähnlich wie die zehnte einen dunkelblauen Anzug mit knöchellangem Mantel. Erstmals verändert sich im Zuge einer Regeneration die Kleidung des Doktors mit, so dass diese Inkarnation sich nicht ihr neues Outfit selbst zusammensucht.

#### Regeneration
Der Celestial Toymaker verwundet den vierzehnten Doktor mit dem Energiestrahl einer Laserkanone tödlich, als dieser sich schützend vor seine Begleiter und Verbündeten stellt, die der Toymaker zu töten versucht. Als der Prozess der Regeneration einsetzt, behält der Doktor jedoch sein Gesicht, stattdessen entspringt die fünfzehnte Inkarnation seiner Seite im Rahmen einer Bigeneration und existiert fortan in einem eigenen Körper. Im Gespräch mit seinem Nachfolger erkennt der vierzehnte Doktor, dass sein konstantes Reisen über vierzehn Inkarnationen ihn allmählich ausbrennt und er lässt sich deshalb bei Donnas Familie auf der Erde nieder. Vor seinem Abschied überlässt der fünfzehnte Doktor ihm eine Kopie der TARDIS.

### Fünfzehnter Doktor

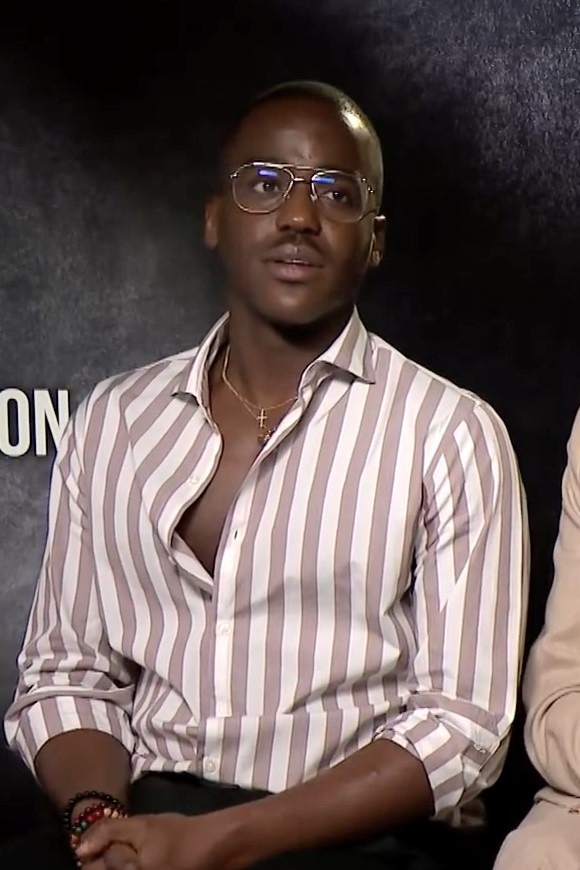
Ncuti Gatwa stellte den 15. Doctor dar (2019)

Dargestellt von Ncuti Gatwa von 2023 bis 2025.
Wie schon 2022 bekannt wurde, hat nach den drei 60-Jahre-Sonderfolgen Ncuti Gatwa als 15. Doktor die Tardis übernommen.

#### Charakterisierung
Der fünfzehnte Doktor ist zumeist extrovertiert, kontaktfreudig und sucht in den Menschen denen er begegnet stets deren positive Eigenschaften. Anders als einige seiner direkten Vorgänger – insbesondere seine elfte und zwölfte Inkarnation – ist er mit zwischenmenschlichen Konventionen und menschlicher Popkultur vertraut. Er flirtet zudem deutlich mit dem Kopfgeldjäger Rogue und ist somit erstmals offen zu seinem eigenen Geschlecht hingezogen (in vorigen Inkarnationen wurde dies nur angedeutet bzw. beim dreizehnten Doktor etwas tiefer behandelt).
Gleichzeitig neigt er zu deutlich emotionaleren Ausbrüchen, wenn er Lebewesen nicht retten kann bzw. diese seine Hilfe ablehnen und muss von seiner Begleiterin Ruby Sunday emotional unterstützt werden.

#### Erscheinungsbild
Der fünfzehnte Doktor hat erstmals kein wiederkehrendes Outfit, sondern ist von Abenteuer zu Abenteuer unterschiedlich gekleidet. Bei Reisen in die Vergangenheit – bspw. London in den 1960er-Jahren – wählt er zudem bewusst Kleidung, die der entsprechenden Zeit angemessen ist. Zu den wenigen wiederkehrenden Elementen seiner Outfits zählen zahlreiche Ringe an den Fingern sowie ein langer brauner Ledermantel.

#### Regeneration
In der Episode „Krieg der Realitäten“ (Staffelfinale der zweiten Staffel) opfert sich der fünfzehnte Doktor, um die Existenz von Poppy zu sichern—einem Kind, das in einer von der Rani erschaffenen alternativen Realität als seine Tochter mit Begleiterin Belinda Chandra (Varada Sethu) existiert. Poppy entstand durch die manipulativen Kräfte des Desiderium, eines Wesens, das Wünsche in Realität verwandeln kann. Um Poppy in der realen Zeitlinie zu bewahren, kanalisiert der Doktor seine Regenerationsenergie in den Zeitvortex, wodurch sie in einer Parallelwelt als Belindas Tochter weiterlebt, jedoch nicht mehr als seine eigene. Dieser Akt führt zu seiner Regeneration, bei der er eine neue Gestalt annimmt, dargestellt von Billie Piper, bekannt aus früheren Staffeln als Rose Tyler. Obwohl die Abspann-Credits lediglich „Introducing Billie Piper“ angeben und keine offizielle Bestätigung ihrer Rolle als 16. Doktor vorliegt, deutet vieles darauf hin, dass sie mutmaßlich diese Inkarnation übernimmt.

### „Fugitive Doctor“
Dargestellt von Jo Martin von 2020 bis 2022 sowie 2025 in Die Geschichtenmaschine. Der „Fugitive Doctor“ ist eine (lange unbekannte) Inkarnation des Doktors, die zeitlich vor allen anderen Inkarnationen lebte.

#### Charakterisierung
Diese Inkarnation ist die erste schwarze Inkarnation des Doktors. Sie ist pragmatisch und ähnlich dem Kriegs-Doktor eine kampferprobte Version des Timelords. Sie ist sarkastisch und in diversen Nahkampftechniken ausgebildet. Sie verfügt über einen sehr scharfsinnigen Verstand und schafft es mehrfach trotz ihres weit jüngeren Alters, den dreizehnten Doktor durch ihre Denkanstöße aus misslichen Lagen zu befreien. Um vor den Judoon zu fliehen, benutzte sie, wie schon Zehn, den Camelion-Bogen, um sich eine menschliche Identität zu geben. Mit dieser arbeitete sie dann als Tourist-Guide.

#### Erscheinungsbild
Sie hat lange schwarze Haare, die während ihrer Zeit als „Mensch“ locker hängend waren, etwas über schulterlang. Als Doctor sind diese als Rastalocken zu einer Hochsteckfrisur mit Knoten geformt. Sie trägt eine bunte (hauptsächlich orange, rot und gelb) Bluse und darüber eine dunkelblaue Weste und eine dunkelblaue Kostüm-Jacke. Dazu trägt sie eine schwarze Hose und halbhohe Springerstiefel. Wie schon der Fünfte, Zehnte und Elfte Doktor trägt sie eine Brille, die sie nicht wirklich braucht.

### Der Kurator
Dargestellt von Tom Baker seit 2013. In Der Tag des Doktors und diverser Big Finish Produktionen.

#### Charakterisierung
Der Kurator ist eine nicht nummerierte und vermutlich finale Inkarnation des Doktors.
Er hat sich zur Ruhe gesetzt und wacht nun als Kurator über die National Gallery. Er hat das Gesicht und die Persönlichkeit des vierten Doktors, ist aber körperlich in seinen 80ern.
Er gibt dem elften Doktor Rätsel und deutet an, dass es im Laufe der nächsten Regenerationen zu weiteren „alten Favoriten“ kommen wird und der Doktor sich mit dem Gesicht einer früheren Inkarnation wiederfinden wird.
Dies sollte 9 Jahre später zum ersten Mal geschehen, als Jodie Whittaker die Rolle (erneut) an David Tennant übergab.

#### Erscheinungsbild
Der Kurator ist ein korpulenter Mann um die 80 Jahre (irdische Jahre). Er hat das Gesicht des vierten Doctors und weiße lockige Haare. Er trägt eine dunkle Hose und ein helles Tweedsakko. Zum Gehen benutzt er, wie schon der erste Doktor, einen Gehstock. Auch dieser Inkarnation ist die Rückkehr zu ihrem früheren Aussehen bewusst.

## Weitere Darsteller
Durch die lange Laufzeit und die große Bedeutung, die der Doktor erlangte, verkörperten über die Jahre noch einige andere Schauspieler den berühmten Doktor. Diese gehören jedoch nicht zum Kanon der Serie oder werden nicht zu den regulären Inkarnationen gezählt. Zusätzlich zu den im vorigen Abschnitt aufgeführten nicht-kanonischen Darstellern der einzelnen Doktor-Inkarnationen nahmen sich über die Jahrzehnte unter anderem folgende Schauspieler der Rolle an:

### Auf der Theaterbühne
- Trevor Martin, anstelle von bzw. noch vor Tom Baker als vierter Doktor, im Theaterstück Seven Keys to Doomsday.
- David Banks als zweite Besetzung für Jon Pertwee in dem Theaterstück The Ultimate Adventure. Er hatte mindestens einmal die Gelegenheit zum Spiel.

### In Film und Fernsehen
- Peter Cushing, in zwei Kinofilmen der 1960er-Jahre. Diese Filme waren Adaptionen von damaligen Fernsehfolgen.
- In der nicht ganz ernst gemeinten Sondersendung Doctor Who and the Curse of Fatal Death (1999) sind gleich fünf Darsteller in der Rolle des Doktors zu sehen. Dies sind der Reihe nach: Rowan Atkinson, Richard E. Grant, Jim Broadbent, Hugh Grant und Joanna Lumley (Absolutely Fabulous)[54]
- David Bradley spielte William Hartnell und den ersten Doktor in Ein Abenteuer in Raum und Zeit, einem Film über die Entstehung von Doctor Who, gedreht zum 50-jährigen Jubiläum der Serie. In Der Doktor fällt (Folge 10.12 der regulären TV-Serie) sowie den Specialfolgen Aus der Zeit gefallen und Die Macht des Doktors nimmt er die Rolle des ersten Doktors erneut auf.

### In der Serie
- Adrian Gibbs, als nicht beständige Form des Doktors zwischen seiner vierten und fünften Inkarnation.
- Michael Jayston, 1986 als der Valeyard, eine potentielle zukünftige, böse Inkarnation des Doktors.
- Toby Jones, 2010 als Dream Lord, eine Verkörperung der dunklen Seiten des Doktors.

## Pop-kulturelle Bedeutung

### Im englischen Sprachraum
Der Doktor ist in Großbritannien und zunehmend im gesamten englischen Sprachraum sehr bekannt. Auch Nicht-Fans wissen häufig Bescheid, um wen es sich dabei handelt. Für manche der Schauspieler war die Rolle des Doktors ein Karriere-Sprungbrett. Allgemein ist es durch die Bekanntheit der Serie vielen der involvierten Darsteller gelungen, daran anzuknüpfen und eine erfolgreiche Karriere zu starten. Umgekehrt zieht der ihr vorauseilende Ruf auch immer wieder die bereits renommiertesten britischen Schauspieler aller Generationen an, die für vereinzelte oder mehrere Folgen in Neben- und Gastrollen schlüpfen.

### In Deutschland
Den Bekanntheitsgrad und kulturellen Stellenwert, den die Serie bei den Briten genießt, konnte sie in Deutschland bisher nicht erreichen. Dennoch hat sich auch hier inzwischen eine stetig wachsende Fangemeinde entwickelt. Speziell zum 50-jährigen Jubiläum der Serie und mit der zu diesem Anlass weltweit beworbenen Sonderfolge erreichte man eine gewisse Resonanz, und es gelang sogar, einige Kinosäle zu füllen.

### Einflüsse in anderen Fernsehproduktionen
In diversen Werken lassen sich die Einflüsse des Doktors feststellen. Beispielsweise ist die Figur Dr. Hooves aus der Animationsserie My Little Pony von ihm inspiriert und erinnert auch optisch leicht an den Zehnten Doktor. Auch in den Serien von Matt Groening finden sich immer wieder Anspielungen auf ihn. Speziell der Vierte Doktor taucht bei den Simpsons immer wieder auf und seine Begleiterin Leela war sogar namensgebend für einen Hauptcharakter aus Futurama.

## TV-Verweise
1. 1 2 3  Doctor Who – Der Film (1996).
2. 1 2  Folge 4.13, neue Serie: Journey's End [dt. Titel: Das Ende der Reise]
3. ↑  Folge 9.12, neue Serie: Hell Bent [dt. Titel: In Teufels Küche]
4. 1 2  Folge 1.09 neue Serie: The Empty Child [dt. Titel: Das leere Kind]
5. ↑  Folge 2.03 neue Serie: School Reunion [dt. Titel: Klassentreffen]
6. ↑  Serial 4.23–26 klassische Serie: The Moonbase
7. ↑  Folge 2.02, neue Serie: Tooth and Claw [dt. Titel: Mit Zähnen und Klauen]
8. ↑  Serial 12.17–20 klassische Serie: Revenge of the Cybermen
9. ↑  Folge 2.04 neue Serie: The Girl in the Fireplace [dt. Titel: Das Mädchen im Kamin]
10. ↑  Folge 4.08 neue Serie: Silence in the Library [dt. Titel: Tödliche Stille]
11. ↑  Folge 3.12 neue Serie: The Sound of Drums [dt. Titel: Der Klang der Trommeln]
12. ↑  Folge 6.07 neue Serie: A good man goes to war [dt. Titel: Demons Run]
13. 1 2 3 4 5  Folge 7.15 neue Serie: The Day of the Doctor [dt. Titel: Der Tag des Doktors] Jubiläumsspecial 2013
14. 1 2 3  Folge 7.16, neue Serie: The Time of the Doktor [dt. Titel: Die Zeit des Doktors] Weihnachtsspecial 2013
15. ↑  Serial 13.09–12, klassische Serie Pyramids of Mars
16. 1 2  Serial 24.01–04, klassische Serie: Time and the Rani [dt. Titel: Terror auf Lakertia]
17. ↑  Folge 7.03, neue Serie: A Town Called Mercy [dt. Titel: Wilder Westen]
18. ↑  Folge 8.02, neue Serie: Into the Dalek [dt. Titel: Mission Dalek]
19. ↑  Folge 8.08, neue Serie: Mummy on the Orient Express [dt. Titel: Die Mumie]
20. ↑  Serial 2.04–09 klassische Serie: The Dalek Invasion of Earth
21. ↑  Folge Nr. 602 klassische Serie: The Five Doctors [dt. Titel: Die fünf Doktoren] Jubiläumsspecial 1983
22. ↑  Folge 4.06 neue Serie: The Doctor’s Daughter [dt. Titel: Der Doktorvater]
23. ↑  Folge Nr. 14 neue Serie: The Christmas Invasion [dt. Titel: Die Weihnachtsinvasion] Weihnachtsspecial 2005
24. ↑  Folge 3.11–13 neue Serie: Utopia / The Sound of Drums / Last of the Time Lords [dt. Titel: Utopia / Der Klang der Trommeln / Der letzte Time Lord]
25. ↑  Folge 4.13 neue Serie: Journey’s End [dt. Titel: Das Ende der Reise]
26. ↑  Folge 1.01 klassische Serie: An Unearthly Child
27. ↑  Serial 4.06-08, klassische Serie: The Tenth Planet
28. ↑  Serial 11.21-26, klassische Serie: Planet of the Spiders
29. ↑  Serial 18.25-28, klassische Serie: Logopolis
30. 1 2  Mini-Episode: The Night of the Doctor Prequel zur ersten Staffel der neuen Serie
31. ↑  Folge 1.09 neue Serie: The Empty Child [dt. Titel: Das leere Kind]
32. 1 2  Folge 2.00 neue Serie: The Christmas Invasion [dt. Titel: Die Weihnachtsinvasion] Weihnachtsspecial 2005
33. ↑  Folge 3.00, neue Serie: The Runaway Bride [dt. Titel: Die aufgelöste Braut] Weihnachtsspecial 2006
34. ↑  Folge 3.09, neue Serie: The Family of Blood [dt. Titel: Blutsbande]
35. ↑  Folge 4.04: The Sontaran Stratagem [dt. Titel: Dicke Luft] der neuen Serie
36. ↑  Folgen 3.11–13, neue Serie
37. ↑  Folge 4.17-18, neue Serie: The End of Time [dt. Titel: Das Ende der Zeit] Weihnachts-/Neujahrsspecial 2009/10
38. ↑  Folge 6.13, neue Serie: The Wedding of River Song [dt. Titel: Hochzeits-Song]
39. ↑  Folge 8.01 neue Serie: Deep Breath [dt. Titel: Tief Durchatmen]
40. ↑  Folge 8.05 neue Serie: Time Heist [dt. Titel: Verschlusssache]